# Aereo da caccia

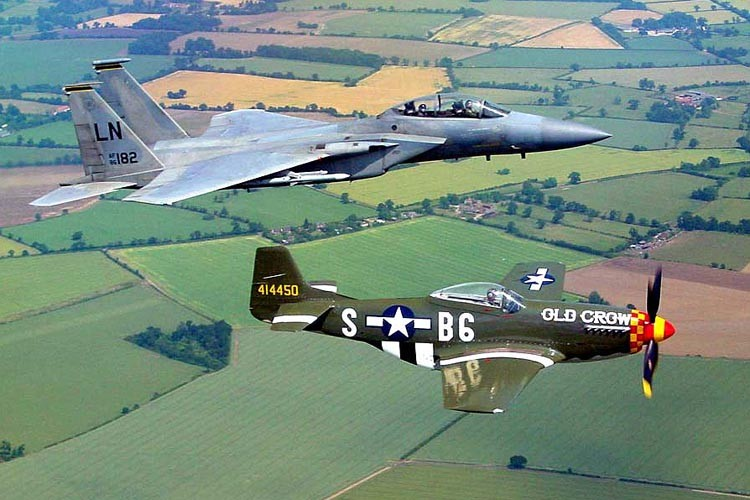
Due caccia di epoche diverse: l'F-15 Eagle e il P-51 Mustang

L'aereo da caccia, detto semplicemente caccia, è un tipo di aereo militare progettato per dare la caccia e quindi distruggere in volo gli aerei nemici, specialmente i bombardieri, che hanno lo scopo di distruggere gli obiettivi terrestri, sia civili che militari.
Nacque durante la prima guerra mondiale, ma divenne un'arma decisiva nel secondo conflitto mondiale: il controllo dello spazio aereo era infatti decisivo per le sorti di una battaglia e questa responsabilità venne affidata soprattutto a questo tipo di aerei, che avevano lo scopo di intercettare e abbattere i velivoli nemici, compresi altri caccia, prima che colpissero obiettivi sensibili (caccia intercettore).
Grazie all'evoluzione tecnologica, è diventato una macchina bellica, potente ed efficiente, in grado di distruggere aerei nemici a grandissime distanze grazie all'aiuto dei radar e dei missili in dotazione. Inoltre al giorno d'oggi non è più una macchina pura preposta solo alla distruzione di altri aerei in volo (missioni di superiorità aerea), ma è in grado di svolgere anche altri compiti (caccia multiruolo) come la ricognizione e l'attacco diretto al suolo.

## Storia

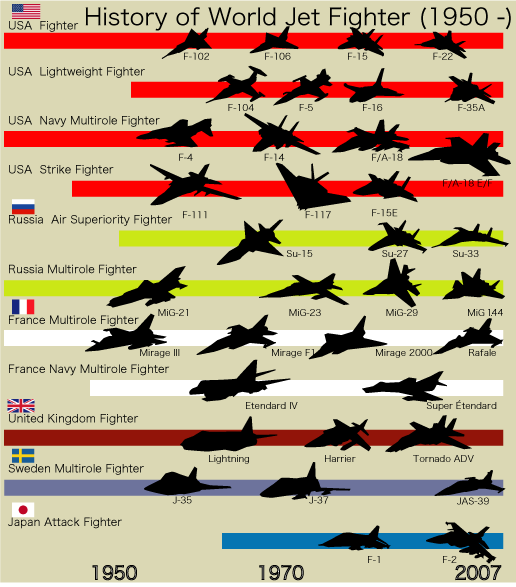

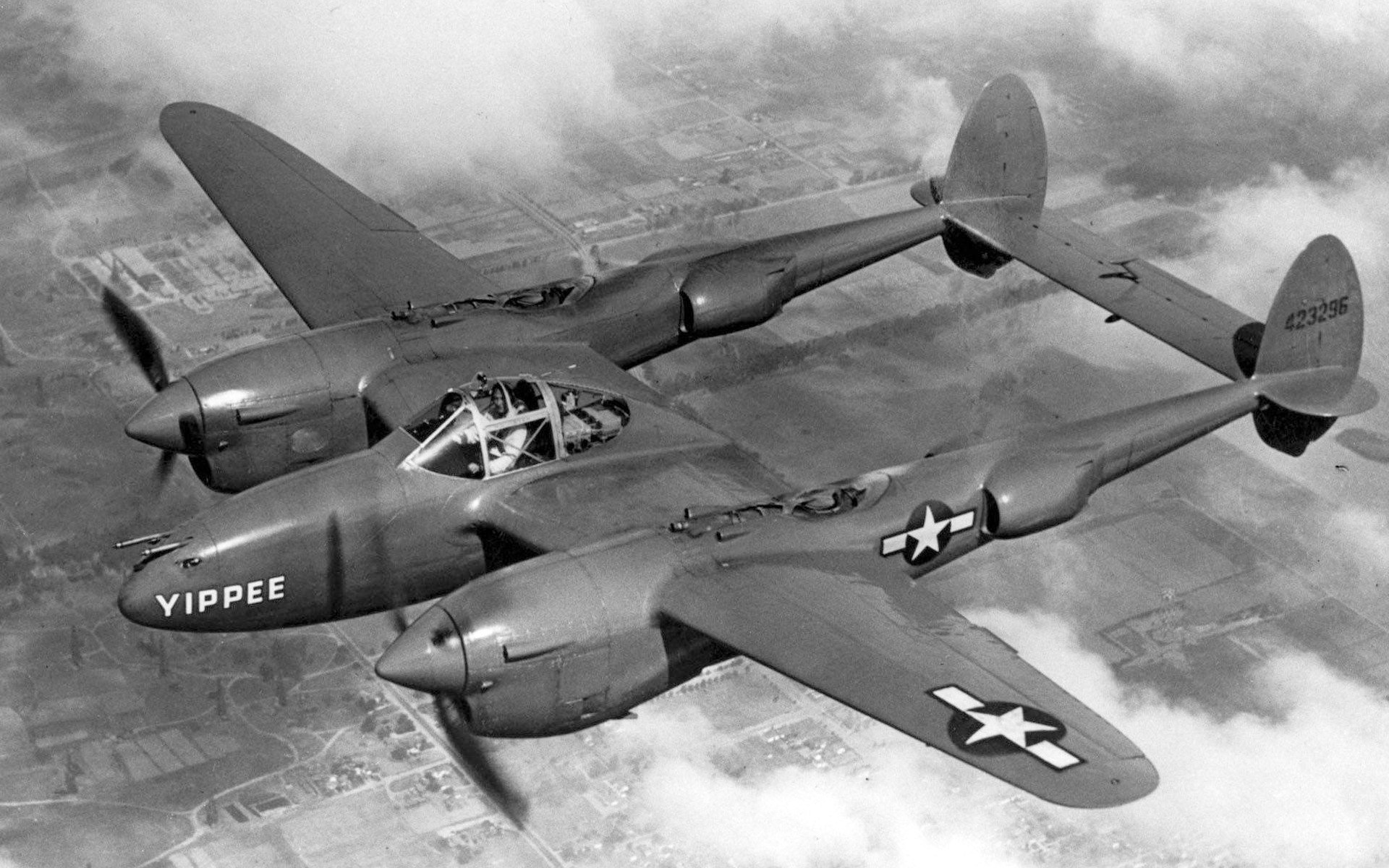
Lockheed_P-38

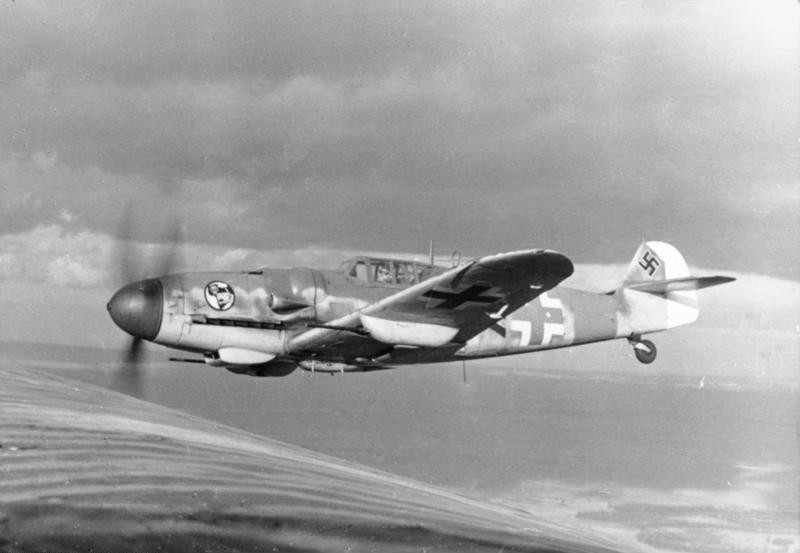
Messerschmitt Bf 109

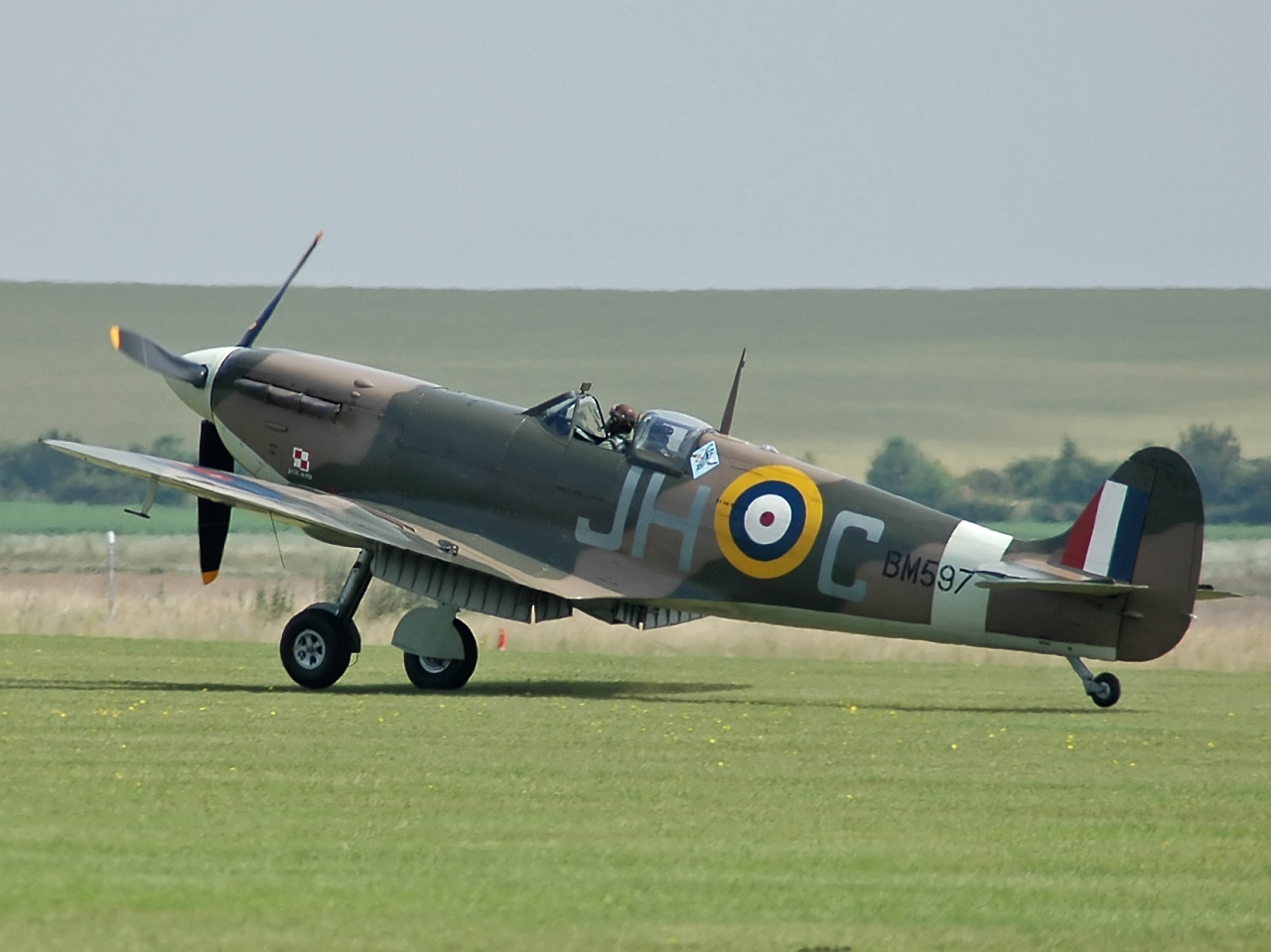
Spitfire

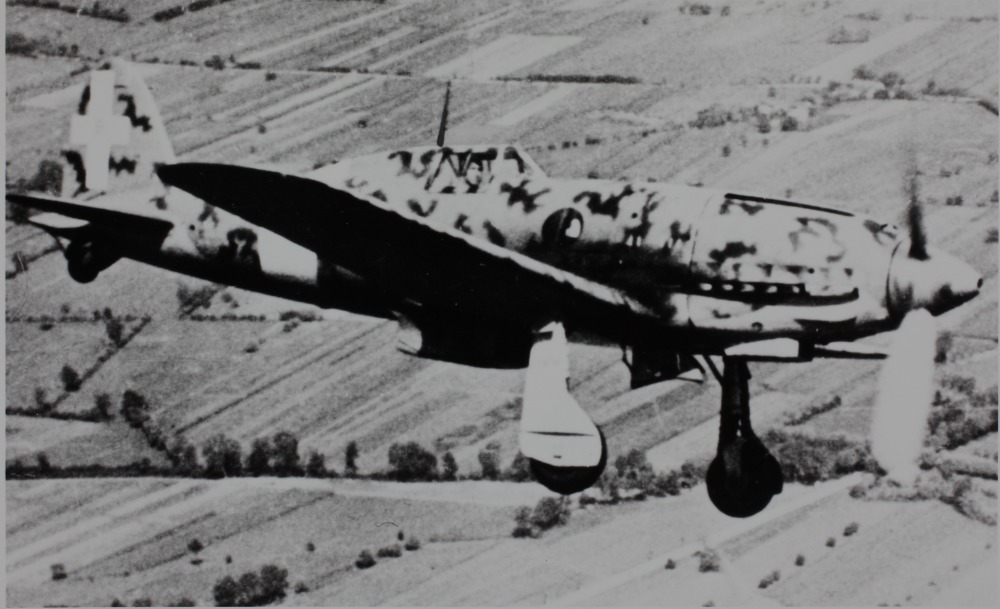
Macchi M.C.202

Il caccia nacque, durante la prima guerra mondiale, dalla necessità di distruggere i ricognitori nemici che, sorvolando le postazioni nemiche, erano in grado di aggiustare il tiro dell'artiglieria con immaginabili conseguenze per l'esito della battaglia. Allo scoppio della guerra i caccia erano dei semplici ricognitori armati, aerei di legno e tela, con motori che a stento riuscivano a tenerli in volo e mitragliatrici che spesso si inceppavano. Grazie alle nuove tecnologie, alle esperienze dei piloti e ai loro consigli alla fine della guerra i caccia divennero delle armi micidiali e molto più affidabili in grado di abbattere con facilità i primi bombardieri e di terrorizzare i soldati nemici con ripetuti mitragliamenti a terra.
Allo scoppio della seconda guerra mondiale i caccia erano macchine completamente diverse da quelle utilizzate nella Grande Guerra. Dotati di motori molto più potenti, mitragliatrici di calibro maggiore e più affidabili, forme aerodinamiche e tettuccio chiuso, erano in grado di volare più a lungo, più velocemente e a quote più elevate dei loro predecessori e il loro impiego era decisivo per l'esito di una battaglia. Basti pensare all'importanza che ebbero nella battaglia d'Inghilterra: fu la prima battaglia combattuta esclusivamente dagli aerei e dimostrò l'importanza conquistata da una macchina che alla sua nascita era stata trattata con sufficienza dai vertici militari. I caccia furono fondamentali per il controllo dello spazio aereo: il dominio dei cieli era importante sia per evitare attacchi da parte di bombardieri nemici, sia per fornire appoggio alle truppe di terra mitragliando e bombardando l'esercito nemico. Lo sbarco in Normandia, ad esempio, fu possibile grazie anche al totale controllo aereo delle acque sopra la Manica.
Alcuni importanti caccia della seconda guerra mondiale furono gli americani P-51 Mustang, P-38 Lightning, P-47 Thunderbolt, l'F4U Corsair e l'F6F Hellcat i tedeschi Messerschmitt Bf 109 e Focke-Wulf Fw 190, i britannici Supermarine Spitfire, Hawker Hurricane e de Havilland Mosquito, i giapponesi Mitsubishi A6M Zero, Nakajima Ki-43, il Kawanishi N1K2 e Kawasaki Ki-61, gli italiani M.C.202, M.C.205, i sovietici, Yakovlev Yak-7, Yakovlev Yak-9, Lavochkin Gorbunov Gudkov LaGG-3, Lavochkin La-5, MiG-1 e Ilyushin Il-2 Šturmovik e i meno conosciuti IAR 80 rumeni.
La Messerschmitt AG fu la prima a produrre in serie un caccia con motori a reazione, il Me 262: il suo punto di forza era la velocità, che gli consentiva di piombare sulle formazioni di B-17 Flying Fortress, attaccarli e disimpegnarsi velocemente, senza che la scorta avesse il tempo di reagire. Il Me-262 era considerata da Hitler una delle famose armi segrete che avrebbero dovuto mettere in ginocchio gli eserciti alleati, anche se fu proprio una sua direttiva a impedire che questo avvenisse: aveva infatti comandato di utilizzare il Me 262 come bombardiere, un ruolo per il quale non era stato progettato. Sia a causa della carenza di carburante negli ultimi anni di guerra, sia a causa di questa scelta d'impiego imposta da Adolf Hitler, il Me 262 non riuscì a costituire una vera difficoltà per gli Alleati. 
Durante la guerra di Corea ci furono i primi scontri tra caccia a reazione e caccia con motori a razzo, che videro come protagonisti gli F-86 Sabre americani e i MiG-15 coreani ma di costruzione sovietica. Questi aerei erano una via di mezzo tra i vecchi caccia della seconda guerra mondiale e i futuri caccia armati di missili: univano infatti le grandi prestazioni date dai nuovi motori ai vecchi armamenti della guerra, le mitragliatrici e i cannoni.
Con l'invenzione di motori a reazione capaci di far raggiungere velocità supersoniche, il design del caccia cambiò completamente. Gli aerei di questa nuova generazione infatti erano più grandi, più robusti e dotati di una nuova arma, il missile. Le velocità supersoniche resero impossibile l'utilizzo delle mitragliatrici come arma principale, rendendo necessaria l'invenzione di un nuovo sistema per abbattere i velivoli nemici. Uno dei più famosi caccia di questa generazione fu l'F-4 Phantom, largamente impiegato durante la guerra del Vietnam inizialmente dalla marina, poi sia dall'USAF che dai Marines.
I moderni caccia sono delle armi tecnologicamente avanzate, con prestazioni e caratteristiche impensabili pochi decenni fa. Possono raggiungere velocità supersoniche con molta facilità, la loro agilità è sorprendente, i computer di bordo rendono più facile il compito del pilota e soprattutto sono macchine in grado di svolgere più di un compito. Una caratteristica importante per un caccia moderno è l'instabilità: un caccia deve essere instabile per poter eseguire manovre acrobatiche spinte durante tutto l'inviluppo di volo. Con l'avvento degli aerei supersonici si riscontrò un'eccessiva stabilità alle velocità prossime a mach 1 (1220 km/h) e si perse la principale caratteristica del caccia: l'agilità. Si ricorse allora a profili aerodinamici che prevedevano grande instabilità a dispetto della difficoltà di pilotaggio, che però veniva azzerata dal sistema di volo fly by wire, attraverso il quale il computer di bordo trasmetteva alle superfici di comando esterne gli impulsi che il pilota emetteva sui comandi di volo, facendo fare all'aeroplano le manovre richieste. Famosi caccia di oggi sono l'F-14 Tomcat, l'F-15 Eagle, l'F-16 Fighting Falcon, il Sukhoi Su-27, il MiG-29, il JAS 39 Gripen, l'Eurofighter Typhoon, l'F/A-22 Raptor e l'F-35 Lightning II.

### Caccia a reazione
L'evoluzione degli aerei da caccia a reazione dopo la seconda guerra mondiale può essere distinta in diverse generazioni.

#### Prima generazione
1945-1955

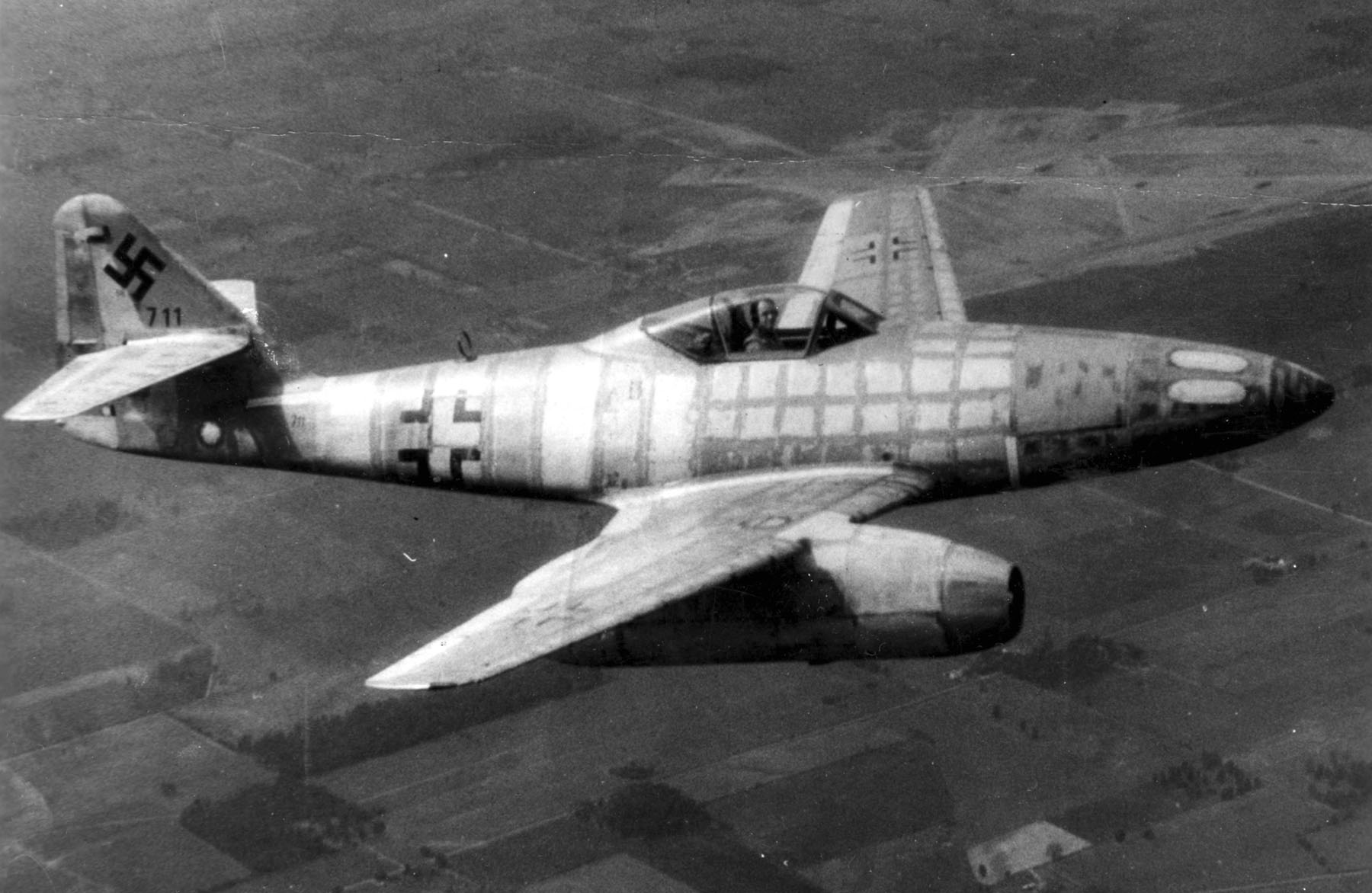
Messerschmitt Me 262

Della prima generazione di caccia fanno parte i caccia subsonici con prese d'aria a geometria fissa, come il Gloster Meteor britannico, ampiamente prodotto ed esportato dopo la fine della Guerra, e il Lockheed P-80 Shooting Star americano, ricordato per essere il primo aviogetto da caccia ad entrare in servizio con le forze armate americane.

I capostipiti di questa generazione furono i caccia a getto ideati in Germania durante la seconda guerra mondiale: l'Me 262, l'Heinkel Salamander e pochi altri.
Questa fase durò pochi anni. Al termine del conflitto, poi, gli Alleati e i sovietici riuscirono a sviluppare gli studi tedeschi sull'ala a freccia, cui erano entrati in possesso con l'occupazione della Germania, e a sviluppare propri motori.
Probabilmente i modelli più rappresentativi di questa generazione sono il Me 262 nella fase del conflitto mondiale e l'F-86 Sabre e il MiG-15 per quanto riguarda gli sviluppi successivi.

#### Seconda generazione
1955-1960

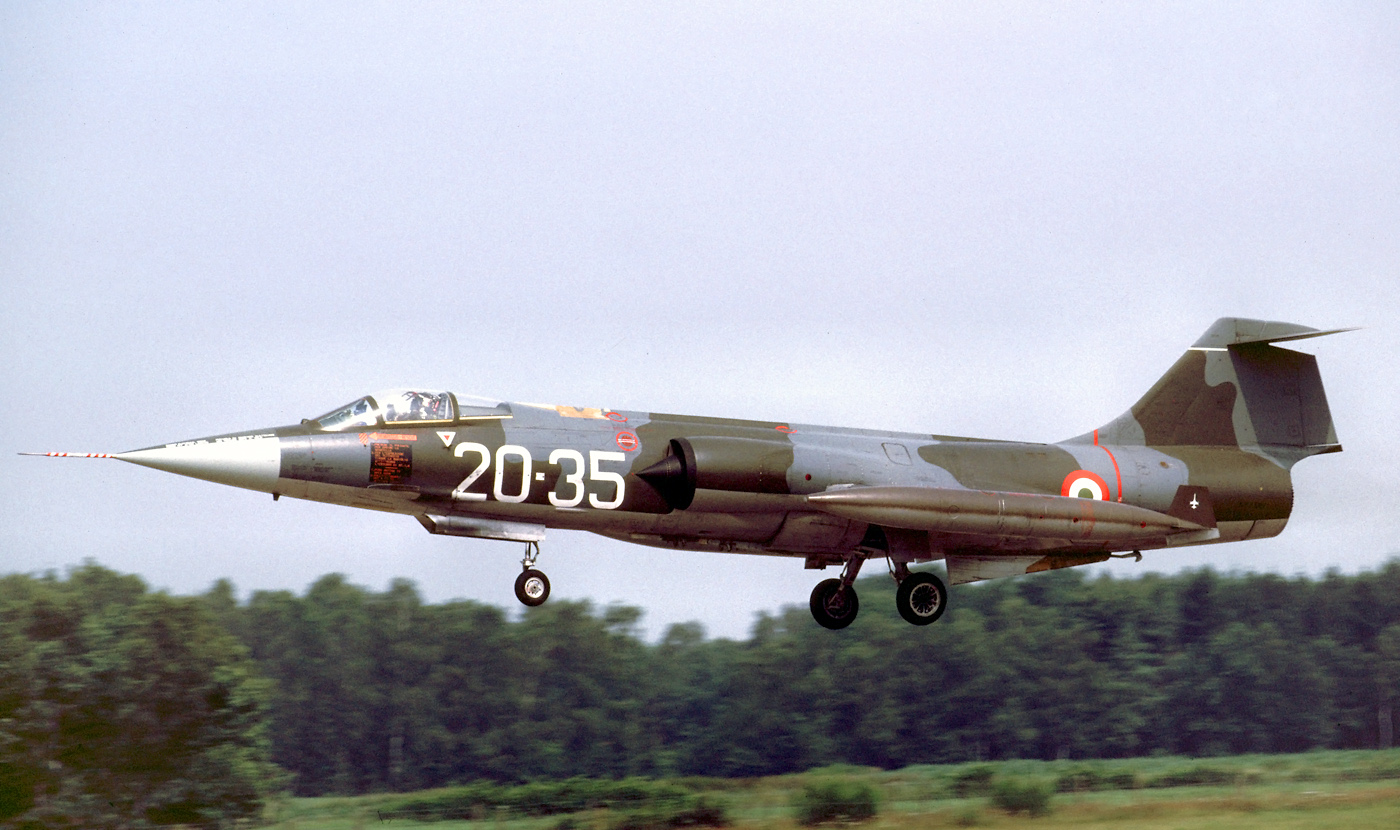
F104 Starfighter

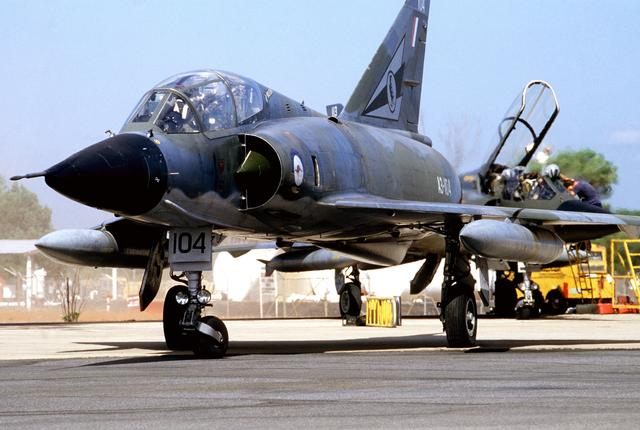
Dassault Mirage III

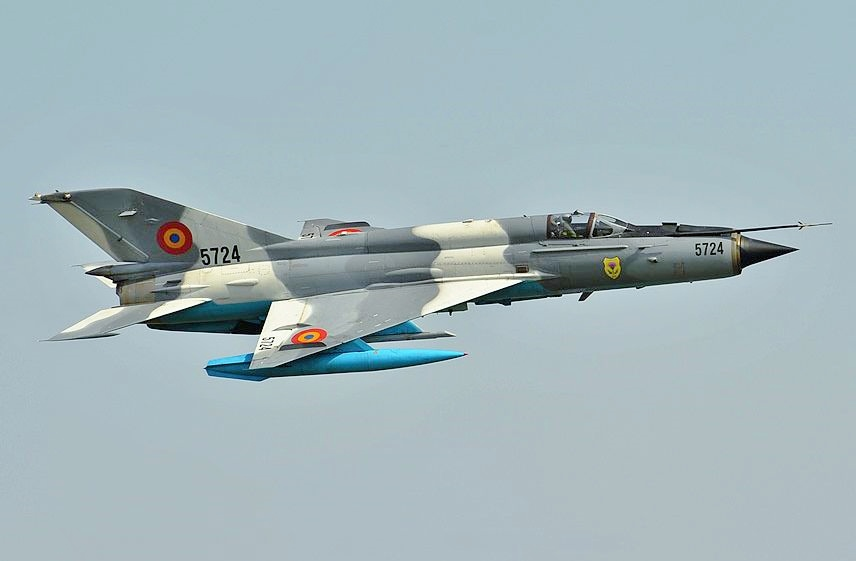
Mig 21

La seconda generazione di caccia a reazione era già molto evoluta rispetto ai primi insicuri aerei a getto, grazie all'adozione di motori decisamente più potenti e sicuri (affogati nella fusoliera e non più nelle semiali) ma soprattutto grazie all'uso dell'ala a freccia che li rendeva capaci di raggiungere alte velocità subsoniche.
La guerra di Corea, combattuta tra il 1950 e il 1953, vide l'impiego di agili caccia con motore a reazione e ala a freccia, capaci di arrivare a più di 900 km/h, dotati di armamento pesante (a volte a fianco dei cannoncini avevano razzi non guidati aria-aria). Gli aerei a elica reduci della seconda guerra mondiale, insieme con i primi jet, rimasero in servizio ancora per qualche anno ricoprendo compiti secondari.
I più famosi combattenti della Guerra di Corea furono il MiG-15 di produzione sovietica, esportato in Corea del Nord, e il North American F-86 Sabre americano. Il velivolo sovietico era la macchina migliore, e gli equipaggi russi erano di qualità quasi equivalente ai piloti americani.
Le industrie aeronautiche dei vari paesi iniziarono a fondersi e, spinti dal clima di guerra fredda, l'Unione Sovietica, gli Stati Uniti d'America, la Francia e la Gran Bretagna (quest'ultima si ritirò molto presto), furono gli unici Paesi a potersi permettere di lanciarsi in una gara segnata da un'evoluzione rapidissima in cui i motori a getto arrivarono a sviluppare potenze incredibili: si raggiunse la velocità del suono (Mach 1) e rapidamente venne abbattuto il muro del suono. Nella prima metà degli anni cinquanta erano in servizio aerei capaci di volare agevolmente a Mach 1,1 - 1,3, ovvero 1 200-1 500 km/h, quando fino ad un decennio prima la velocità massima si era attestata sui 700 km/h dei più veloci aerei ad elica.
La seconda generazione ebbe una vita concettualmente e costruttivamente breve, perché in poco tempo (inizi anni sessanta) esordì la terza generazione.
Tra i modelli più rappresentativi della seconda generazione si possono citare: North American F-86 Sabre, North American F-100 Super Sabre, McDonnell F-101 Voodoo, Convair F-102 Delta Dagger, Lockheed F-104 Starfighter, Republic F-105 Thunderchief, Convair F-106 Delta Dart, Vought F8U (F-8) Crusader, Grumman F11F (F-11) Tiger, Mikoyan-Gurevich MiG-19, Mikoyan-Gurevich MiG-21, Sukhoi Su-9 / Sukhoi Su-11, Yakovlev Yak-25, BAC Lightning, de Havilland DH.110 Sea Vixen, Gloster Javelin, Hawker Hunter, Supermarine Scimitar, Dassault Étendard IV, Dassault Mirage III, Saab 35 Draken.

#### Terza generazione
1960-1970

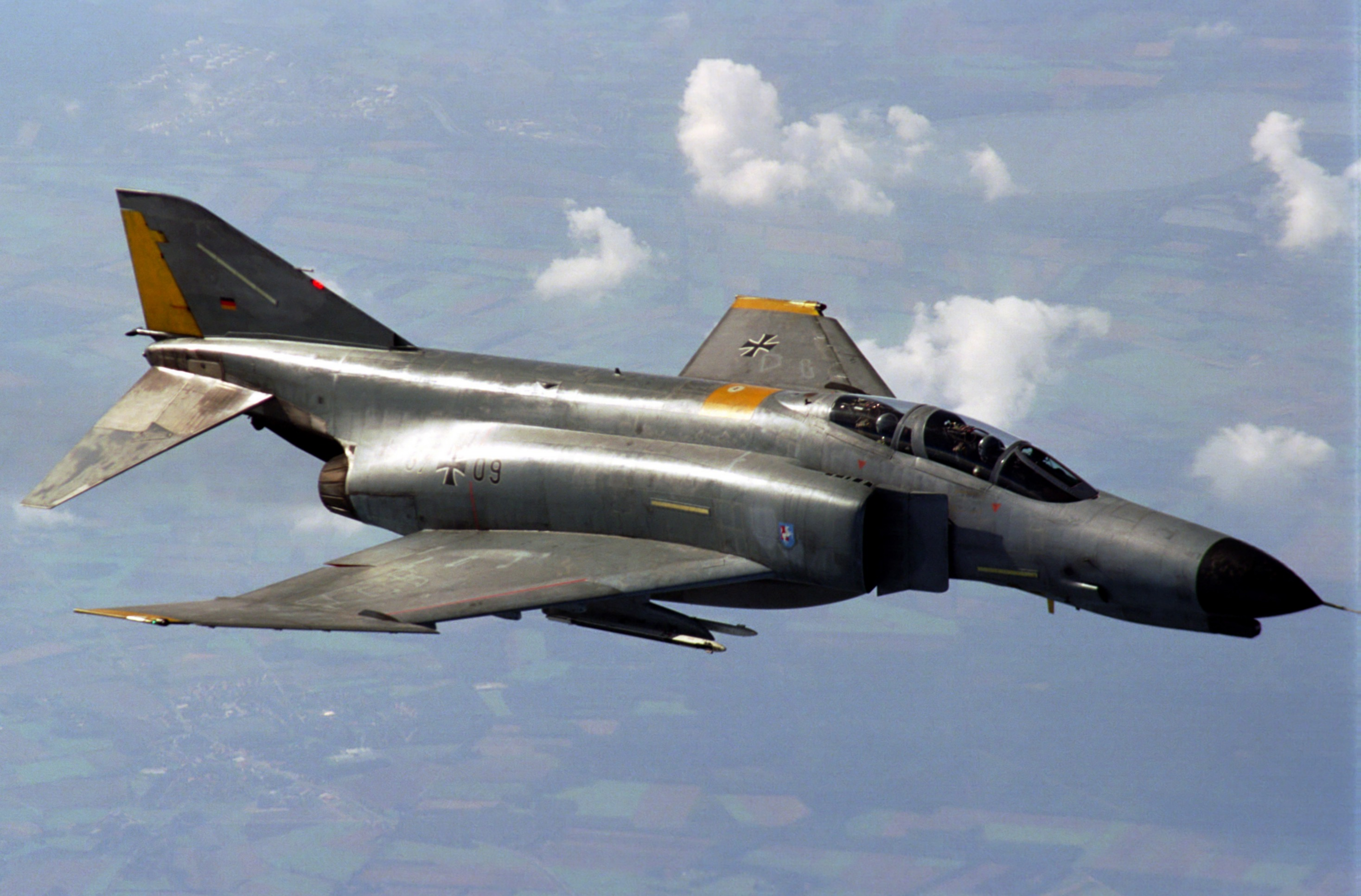
McDonnell Douglas F-4 Phantom II

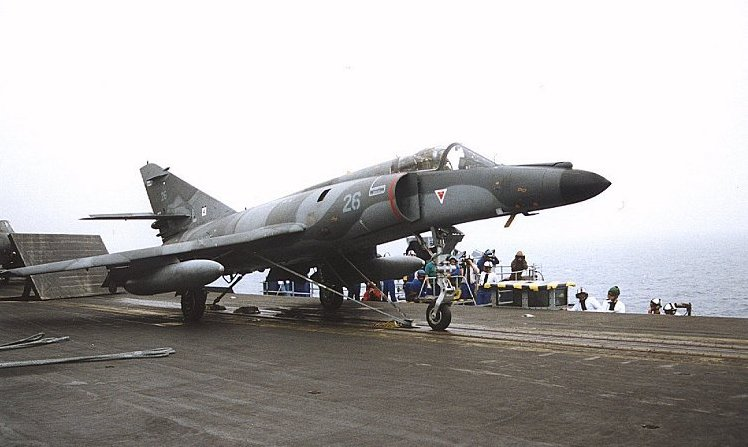
Dassault Super Étendard

La terza generazione esordì agli inizi degli anni sessanta ed ebbe una vita operativa nettamente più elevata rispetto alla precedente.
Gli USA misero in campo l'F-4 Phantom, che in quegli anni stabilì numerosi primati di velocità, accelerazione, velocità di salita e quota. L'URSS mise in campo il MiG-21, un agile intercettore leggero da Mach 2, mentre la Francia realizzò il Dassault Mirage III, la Svezia il Saab 37 Viggen e la Cina lo Chengdu J-7. Questi velivoli, nonostante siano ormai superati, sono rimasti validi nei primi anni del XXI secolo, restando in servizio in numerose forze aeree in varie parti del mondo.
Questi caccia si scontrarono in diverse occasioni tra loro negli anni sessanta e settanta nelle guerre arabo-israeliane e nella Guerra del Vietnam.
L' F-4 americano in particolare fu progettato come caccia dotato di un armamento pesante esclusivamente missilistico, ma fu ben presto adattato ad un impiego multiruolo montando anche un cannone da 20 mm a canne rotanti Vulcan.
Tra i modelli più rappresentativi si possono citare: McDonnell Douglas F4H (F-4) Phantom II, Northrop F-5 Freedom Fighter / Tiger II, Mikoyan-Gurevich MiG-23, Mikoyan-Gurevich MiG-25, Sukhoi Su-15, Sukhoi Su-17/20/22, Tupolev Tu-28P, Yakovlev Yak-28, British Aerospace Harrier, Dassault Mirage F1, Dassault Super Étendard, Shenyang J-8II.

#### Quarta generazione
1970-1990

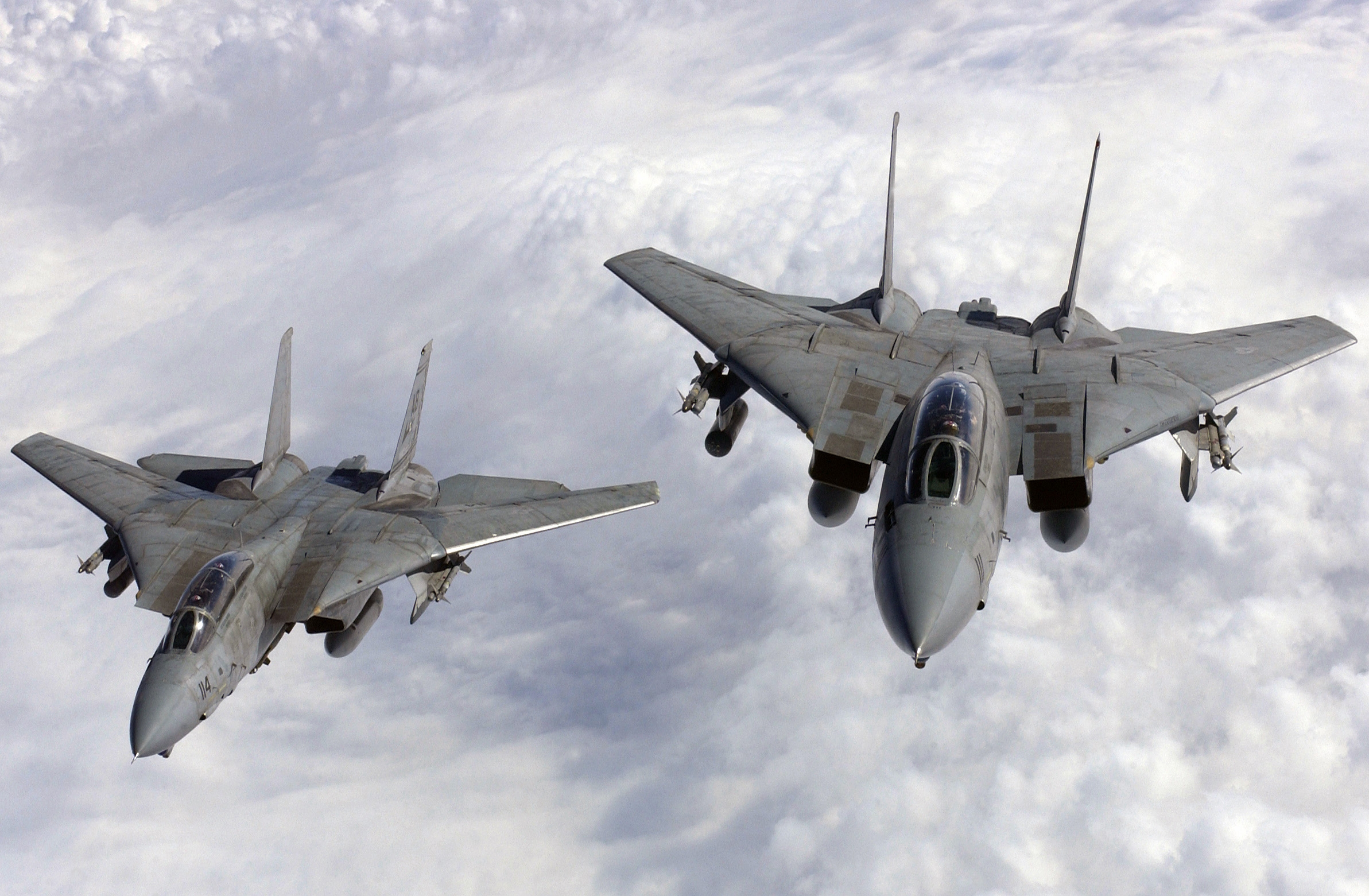
Grumman F-14 Tomcat

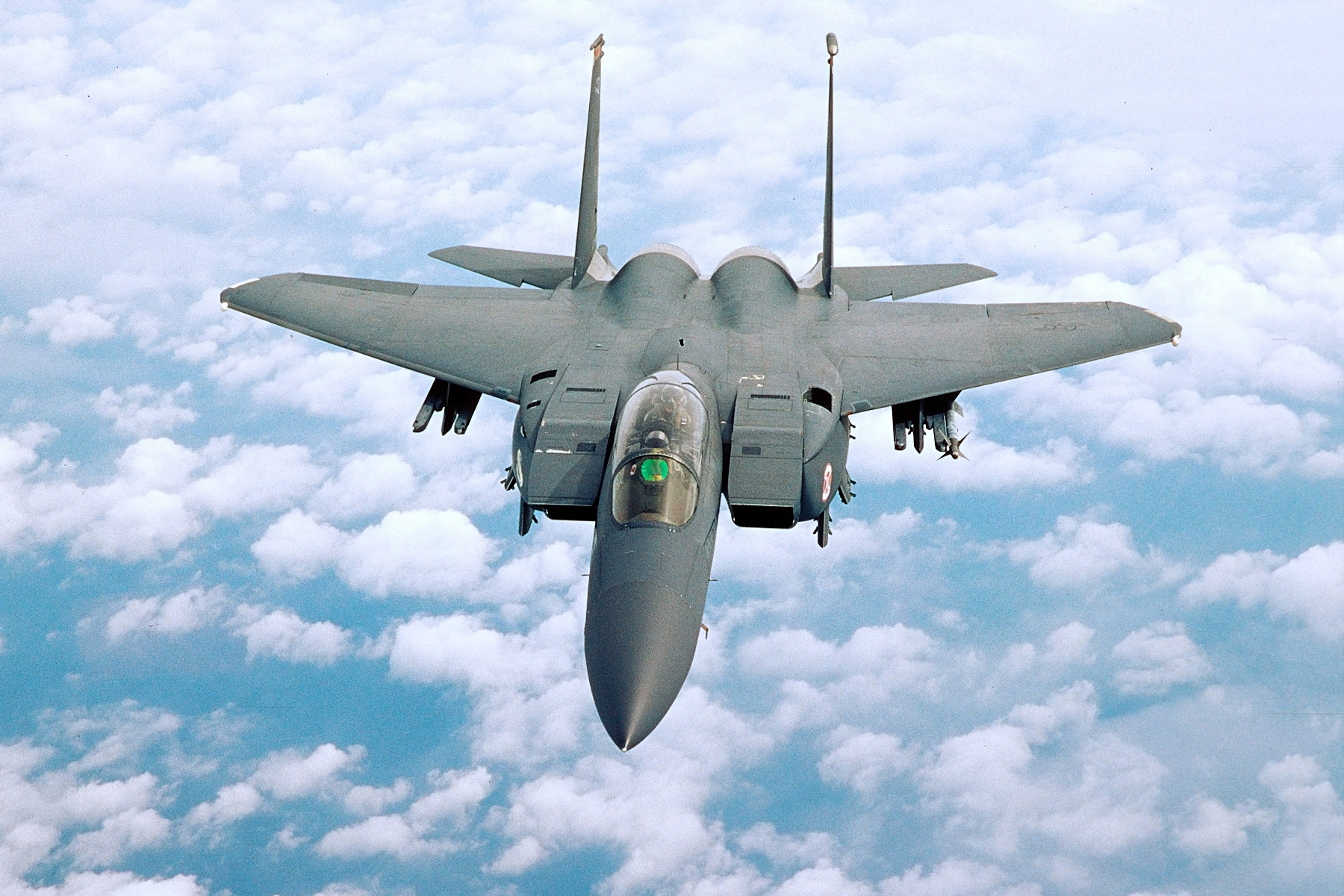
Un tipico esempio di caccia di 4ª generazione, l'F-15 Eagle

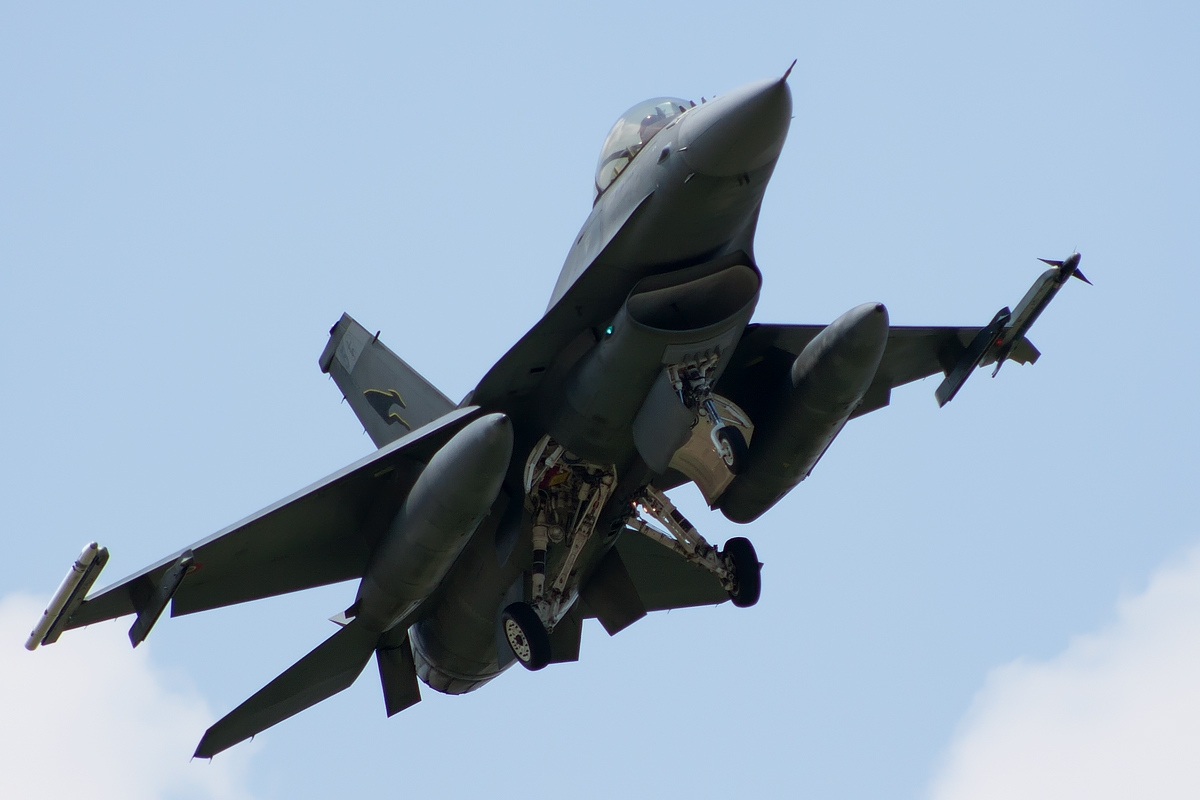
General Dynamics F-16 Fighting Falcon

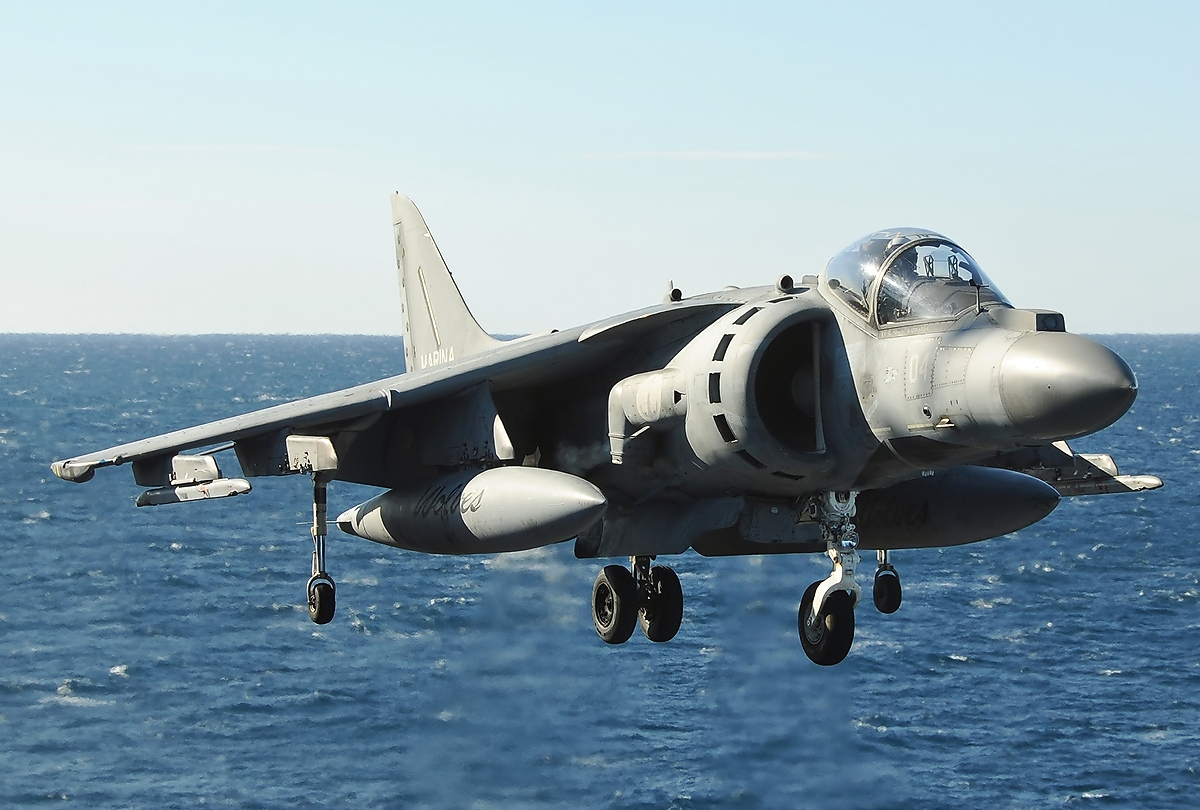
McDonnell Douglas-BAe AV-8B Harrier II

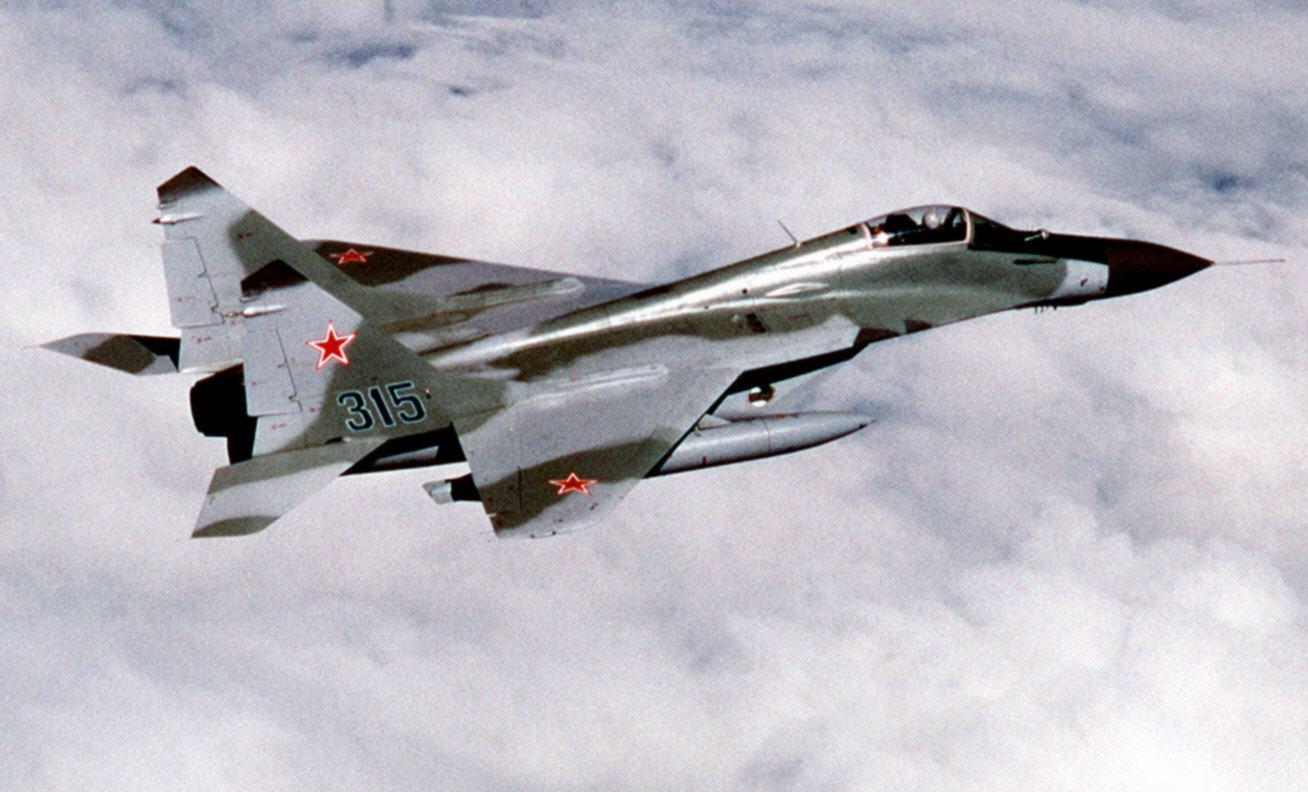
Mikoyan-Gurevich MiG-29

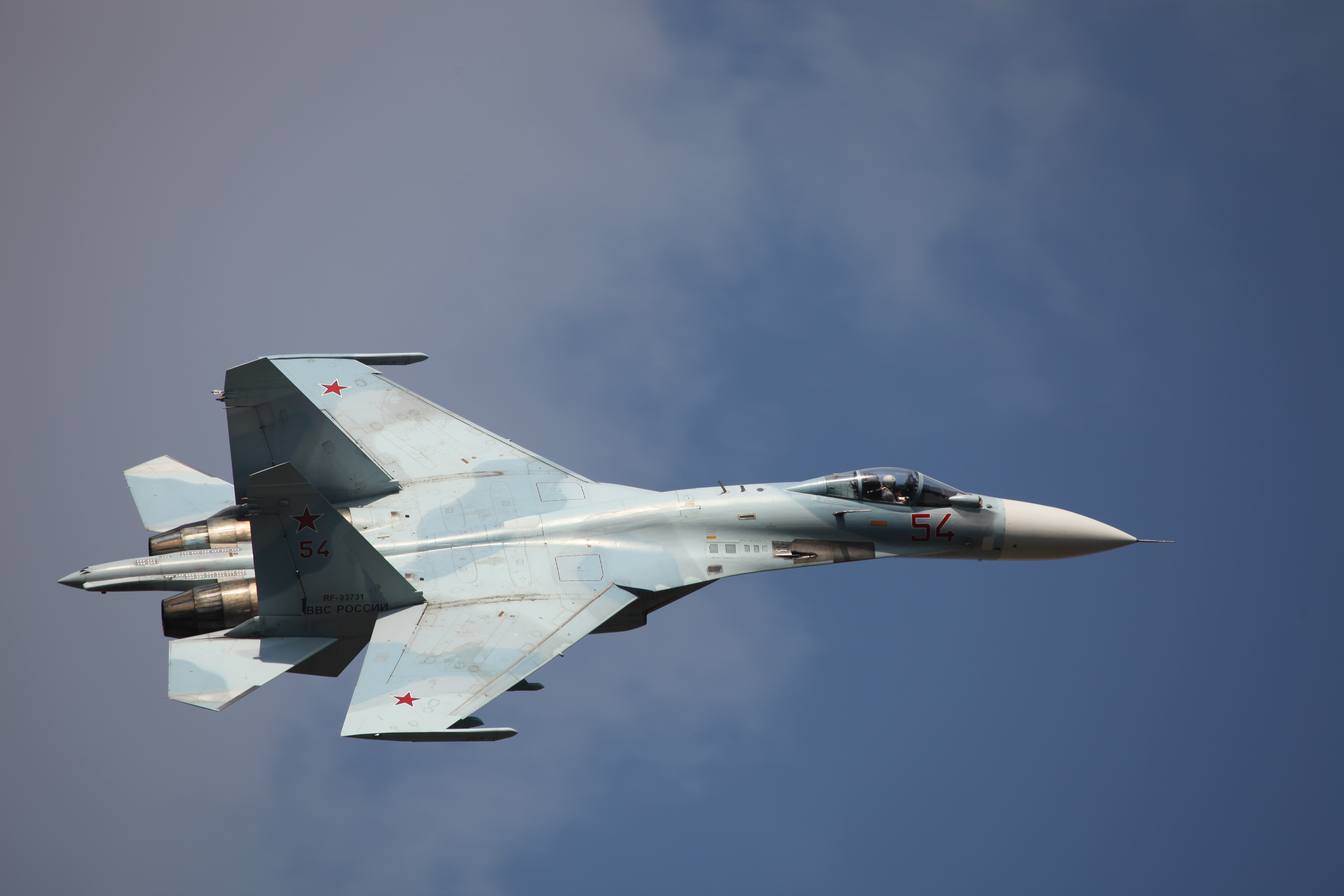
Sukhoi Su-27

Seguirono i caccia di quarta generazione con ala a forte freccia o a delta e prese d'aria a geometria variabile capaci di raggiungere Mach 2.
Durante la Guerra del Vietnam (come era già successo nelle precedenti guerre combattute dall'arma aerea) i paesi produttori di aerei da combattimento (URSS e USA in testa) si dovettero confrontare con le nuove sfide che erano venute alla luce nella guerra. Così i sovietici avevano scoperto che i loro MiG (17/19/21) avevano un'autonomia troppo corta per un aereo moderno, gravi mancanze nell'elettronica, non avevano un buon radar per l'inseguimento dei bersagli, nessuna capacità di navigazione indipendente e tutto questo li portava a carenze nella capacità di colpire i bersagli oltre il raggio visivo. Infatti, grazie all'armamento missilistico a lungo-medio raggio, era nata la guerra dei puntini o più formalmente BVR ovvero "Beyond Visual Range" (testualmente "Oltre il raggio visivo").
Da parte loro gli americani si erano resi conto di aver avuto troppa fiducia nei nuovi concetti di combattimento aereo (radar di bordo avanzato, armamento missilistico, grande componente elettronica) tralasciando precedenti concezioni che si erano invece rivelate ancora necessarie, come la maneggevolezza, la leggerezza e l'uso di una mitragliatrice di bordo per i combattimenti ravvicinati.
In URSS furono poi schierati caccia intercettori come i MiG-23, i MiG-25, e furono aggiornati i Tu-128 e Su-15, mentre negli USA nascevano negli anni settanta quelli che sarebbero stati i caccia di maggior successo nei 30-40 anni successivi: l'F-14 Tomcat, l'F-15 Eagle, l'F-16 Fighting Falcon e l'F/A-18 Hornet.
Questi aerei sono ancora in prima linea al giorno d'oggi in attesa della sostituzione, non perché concettualmente obsoleti, ma perché sono ormai arrivati al limite temporale di impiego, ovvero se da un lato i concetti che sono alla base delle funzioni operative che tali aerei possono svolgere, restano ancora validi in tutto o in gran parte, gli aerei non possono continuare ad operare ancora a lungo, perché hanno raggiunto o quasi il limite massimo della vita tecnica prevista che costituisce quindi il limite temporale di impiego. Quest'ultimo aspetto è legato al fatto che ciascun aereo ha un suo numero massimo di ore di volo, previsto in sede di progetto, oltre tale limite la sicurezza del volo decade in maniera tale da non permettere che l'aereo voli.
Verso la metà degli anni ottanta anche l'URSS schierò i suoi caccia di quarta generazione: i MiG-29, MiG-31 e Su-27, del tutto pari ai 4 grandi "F" americani.
Anche la Francia riuscì a sviluppare alcuni buoni aerei come il Dassault Mirage F1 (distintosi nelle file irachene nella guerra contro l'Iran e famoso per gli attacchi sulle petroliere con missili antinave), ma soprattutto il Dassault Mirage 2000, un vero caccia-bombardiere di quarta generazione.
Iniziò anche lo sviluppo di aerei da guerra tra nazioni alleate: venne così alla luce all'inizio degli anni ottanta il Tornado, sviluppato da Gran Bretagna, Germania e Italia che così unite si riaffacciarono sulla produzione nazionale di aerei da combattimento, svincolandosi parzialmente dalle importazioni USA.
Gli aerei di quarta generazione sono caratterizzati da una buona elettronica di bordo, con capacità di colpire bersagli a lunga distanza (oltre ai 150 km) facendo affidamento sul radar di bordo e sui missili a lungo raggio, e non perdendo efficacia nei combattimenti a breve raggio, dove contano su una maneggevolezza e rapidità di risposta che portano la macchina a compiere potenziali evoluzioni che il pilota non può permettersi per non perdere conoscenza. Queste prestazioni sono state ottenute grazie a studi aerodinamici avanzati, materiali compositi, motori molto potenti e comandi di volo elettronici fly-by-wire. Sono inoltre dotati di mitragliatrice fissa di bordo e piccoli e agili missili a breve raggio a ricerca di calore. La loro velocità massima è compresa tra Mach 2 e Mach 2.5.
In questi aerei il concetto dominante è la capacità "multiruolo", ovvero la capacità di compiere ogni sorta di missione, ripercorrendo la strada segnata 20 anni prima dall'F-4, ma questa volta potendo contare sulle tecnologie necessarie. Sono aerei che hanno dimostrato di saper vincere una guerra da soli: basta pensare all'operazione Desert Storm nel 1991 o alla guerra del Kosovo (operazione Allied Force), la prima guerra nella storia combattuta e vinta solo dagli aerei. Sono anche gli aerei famosi per l'utilizzo di bombe guidate. Nonostante l'uso improprio e del tutto colloquiale di "bombe intelligenti", bisogna riconoscere che i moderni attacchi aerei fanno molte meno vittime civili rispetto ai bombardamenti a tappeto usati nella seconda guerra mondiale.
Si può affermare che i moderni caccia esaltino i concetti delle generazioni precedenti in un solo aereo, unendo il tutto ad un'elettronica di navigazione ed attacco avanzate.
Tra i modelli più rappresentativi si possono citare: Grumman F-14 Tomcat, McDonnell Douglas F-15 Eagle, General Dynamics F-16 Fighting Falcon, McDonnell Douglas F-18 Hornet, McDonnell Douglas-BAe AV-8B Harrier II, Mikoyan-Gurevich MiG-29, Mikoyan-Gurevich MiG-31, Sukhoi Su-27, Yakovlev Yak-38, Panavia Tornado, Dassault Mirage 2000, Saab 37 Viggen, Mitsubishi F-2, AIDC Ching-Kuo, Chengdu J-10, Joint Fighter JF-17 Thunder.

#### Quarta generazione e mezza
1990-2000

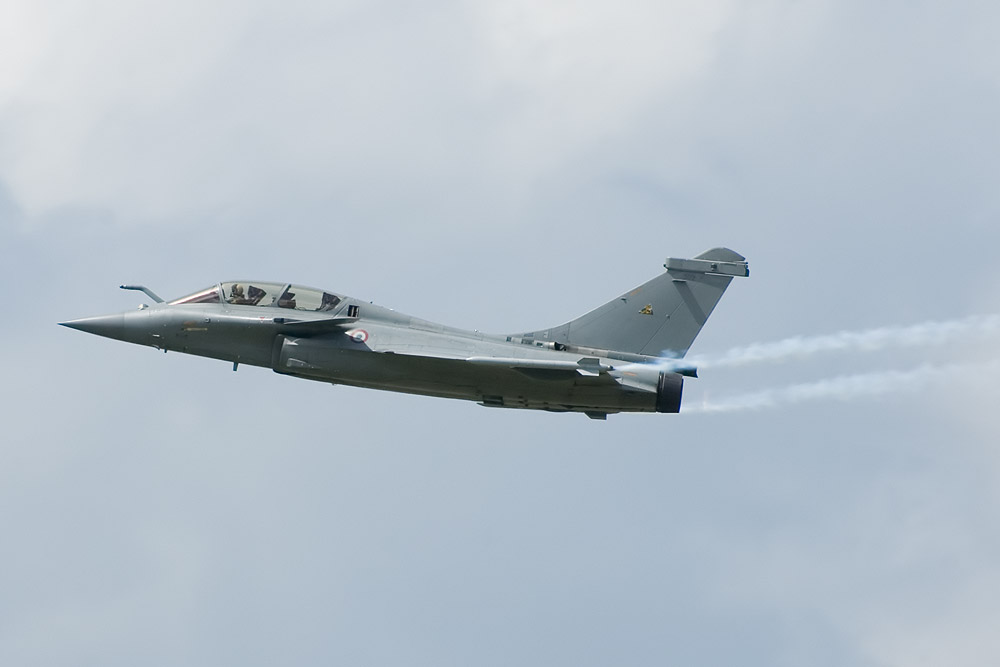
Rafale

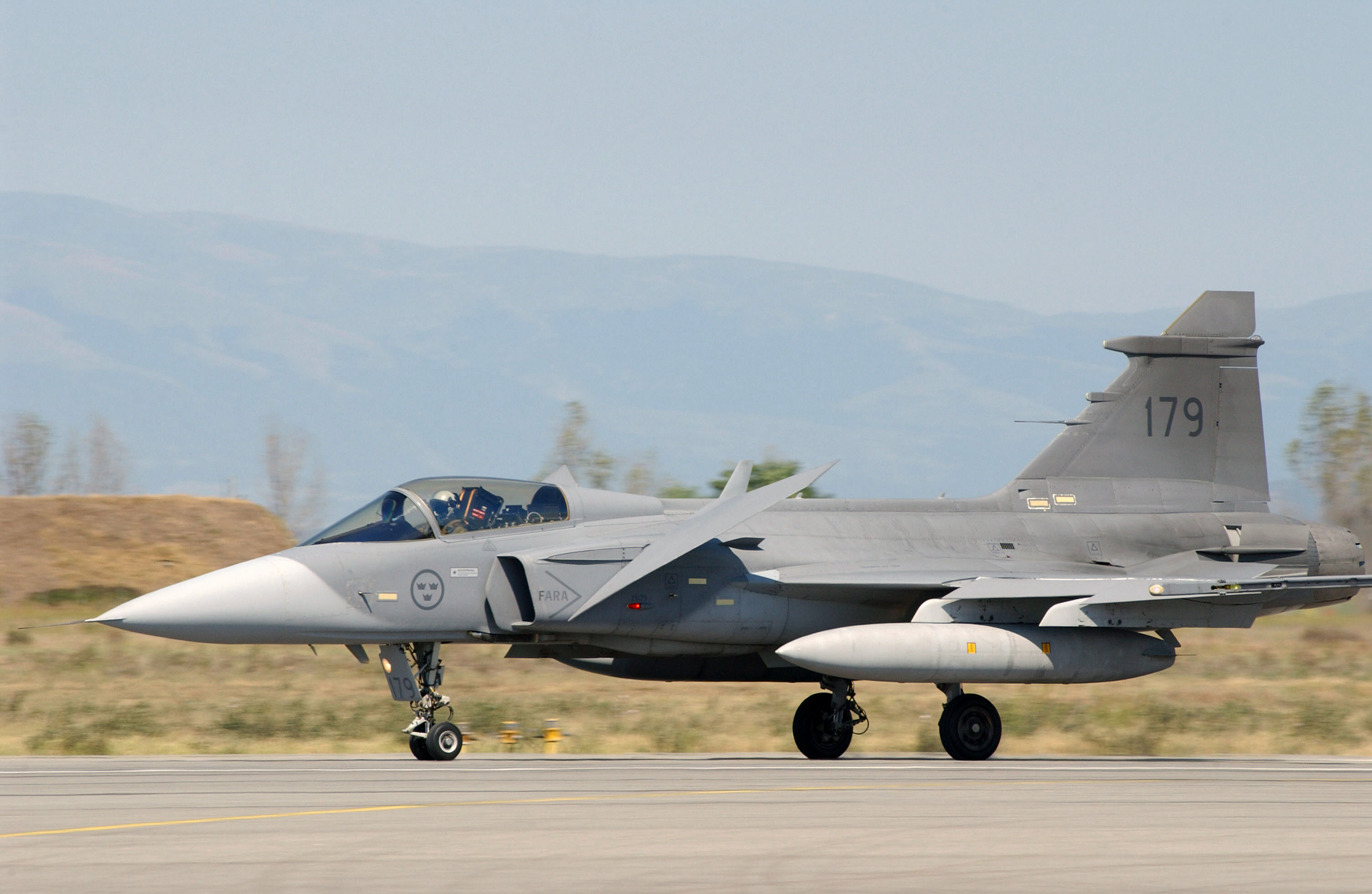
Saab JAS 39 Gripen

All'inizio degli anni 2000 si prospettava l'entrata in servizio della quinta generazione di aerei da caccia, ma allo stesso tempo i produttori di aerei della generazione precedente lavoravano ad una serie di importanti miglioramenti dei loro velivoli al punto da giustificare la creazione di una generazione intermedia fra la precedente e la successiva. Infatti se da una parte non avevano le caratteristiche previste per la quinta generazione, dall'altra erano decisamente più evoluti - dal punto di vista tecnico - da quelli della quarta generazione, di cui conservavano i requisiti operativi. Per tali aerei venne quindi introdotta una nuova generazione intermedia, definita quarta generazione e mezza di caccia. Per lo più traggono la loro origine dai concetti operativi che erano alla base delle specifiche che portarono alla produzione dei 4 grandi F americani di quarta generazione: l'Eurofighter EF-2000 Typhoon, il Gripen svedese, il Dassault Rafale francese, Joint Fighter JF-17 Thunder cinese/pakistano, l'F/A-18E/F Super Hornet americano e l'Su-35 e l'Su-37 russo sono cacciabombardieri che posseggono tutti i concetti della quarta generazione esaltandoli con l'uso dei nuovi materiali compositi, potenza dei motori e basso consumo di carburante ed elettronica, il tutto per facilitarne la manutenzione, l'aggiornamento e il dispiegamento, con grande risparmio economico e di ore lavorative del personale di terra.
I caccia di questa generazione sono generalmente superiori a tutti quelli di generazioni precedenti; inoltre farebbero la differenza sul piano logistico, dove con poca manutenzione a costo minore sarebbero già pronti per un nuovo volo, mentre l'F-15C sarebbe ancora a terra a completare la sua manutenzione.
Per questo tutti i nuovi modelli di caccia che stanno entrando in servizio in questi anni vengono chiamati di "quarta generazione e mezza", lasciando la definizione di "quinta generazione" per gli F-22 Raptor (i primi esemplari sono stati consegnati nel 2005) e F-35 Lightning II americani, Chengdu J-20 cinesi e Sukhoi PAK FA russi.
Tra i modelli più rappresentativi si possono citare: Boeing F-18E/F Super Hornet, Sukhoi Su-30, Sukhoi Su-33, Sukhoi Su-35, Eurofighter Typhoon, Joint Fighter JF-17 Thunder, Saab JAS 39 Gripen, Dassault Rafale.

#### 2000-oggi

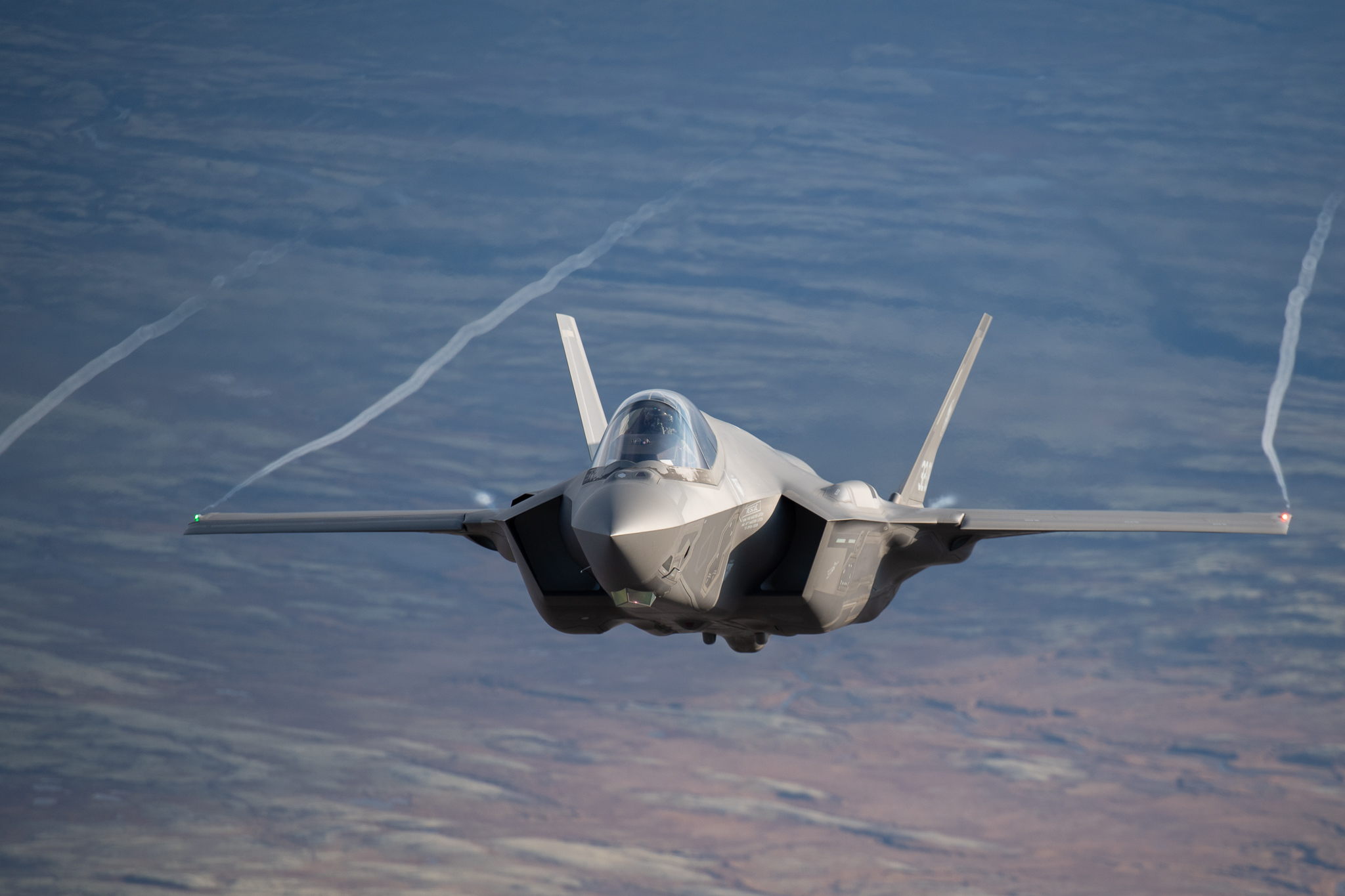
F-35 Lightning II

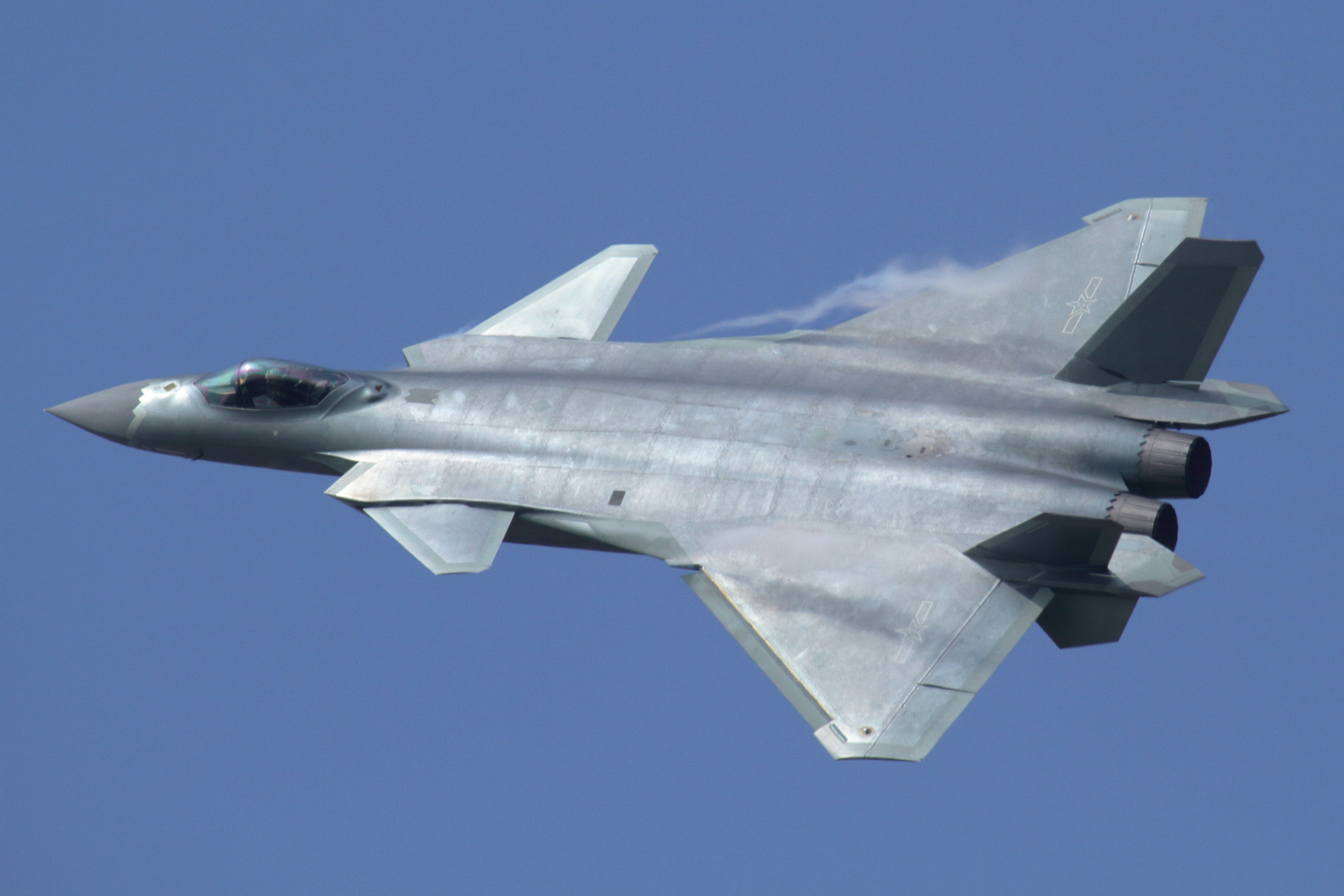
Chengdu J-20

I caccia di "quinta generazione" costituiscono davvero un passo avanti, integrando tutte le capacità fin qui concentrate nei cacciabombardieri con in più la tecnologia stealth di cui fanno uso e che permette loro - teoricamente - di colpire prima di essere individuati, di volare indisturbati nello spazio aereo ostile, di portare a termine la missione in ambiente saturo di difese antiaeree e di ottenere la superiorità aerea anche in forte inferiorità numerica. 
L'F-22 e l'F-35 JSF sono dei capolavori di tecnologia aerospaziale, ma a un costo unitario di costruzione elevatissimo: sommando i costi di progettazione a quelli di produzione vera e propria e dividendoli per il numero di aerei in ordine, risulta che un F-22 costerà tra i 150 e i 250 milioni di dollari, a seconda della quantità che alla fine verrà prodotta. 
D'altra parte, dalla sua entrata in servizio, l'F-22A è stato contrapposto in varie esercitazioni aeree (ad esempio le esercitazioni Red Flag) ai migliori caccia di 4ª generazione tuttora in servizio nell'USAF come l'F-15C/E, F-16C, F/A-18A+/C. In tutte queste esercitazioni, in cui veniva schierato in schiacciante inferiorità numerica e con regole di combattimento sfavorevoli (i nemici "eliminati" potevano rientrare in combattimento), in più di un'occasione, i piloti dei caccia avversari hanno subito la frustrazione di entrare nel raggio visivo degli F-22 (che, quindi, il pilota vedeva concretamente), ma di non riuscire ad ottenere un aggancio con nessun genere di arma (radar o IR) sul caccia di 5ª generazione che, sfruttando la maggiore manovrabilità, in breve eliminava l'avversario anche nell'arena a corto raggio. 
Tra i modelli più rappresentativi si possono citare: Lockheed Martin F-22 Raptor, Lockheed Martin F-35, Sukhoi Su-57 e Chengdu J-20.

#### Sesta generazione
In sviluppo
A partire dagli ultimi anni 2010, ha preso piede l'idea di una nuova generazione di caccia, partita con l'annuncio, nel 2010, del programma Mitsubishi F-X da parte del governo Giapponese.
Intelligenza artificiale, alta integrazione con sistemi digitali avanzati come cockpit virtuali, l'impiego di armi laser ma soprattutto tecnologie stealth avanzate sono le principali caratteristiche attorno alla quale ruotano i programmi attualmente in sviluppo, tra i quali figurano il Global Combat Air Programme, sviluppato in maniera congiunta da Italia, Giappone e Regno Unito e che presenterà le caratteristiche dei progetti BAE Systems Tempest e del Mitsubishi F-X; il Future Combat Air System di Spagna e Francia; Più alcuni programmi di Russia, come il Mikoyan PAK DP, India, Cina e USA, di cui ancora sono disponibili pochi dettagli. Inoltre, veicoli di sesta generazione attualmente in sviluppo come il Global Combat Air Programme sembrano voler sviluppare veicoli di sesta generazione in grado di essere pilotati da remoto.

## Tipologia degli aerei da caccia

### Cacciabombardieri

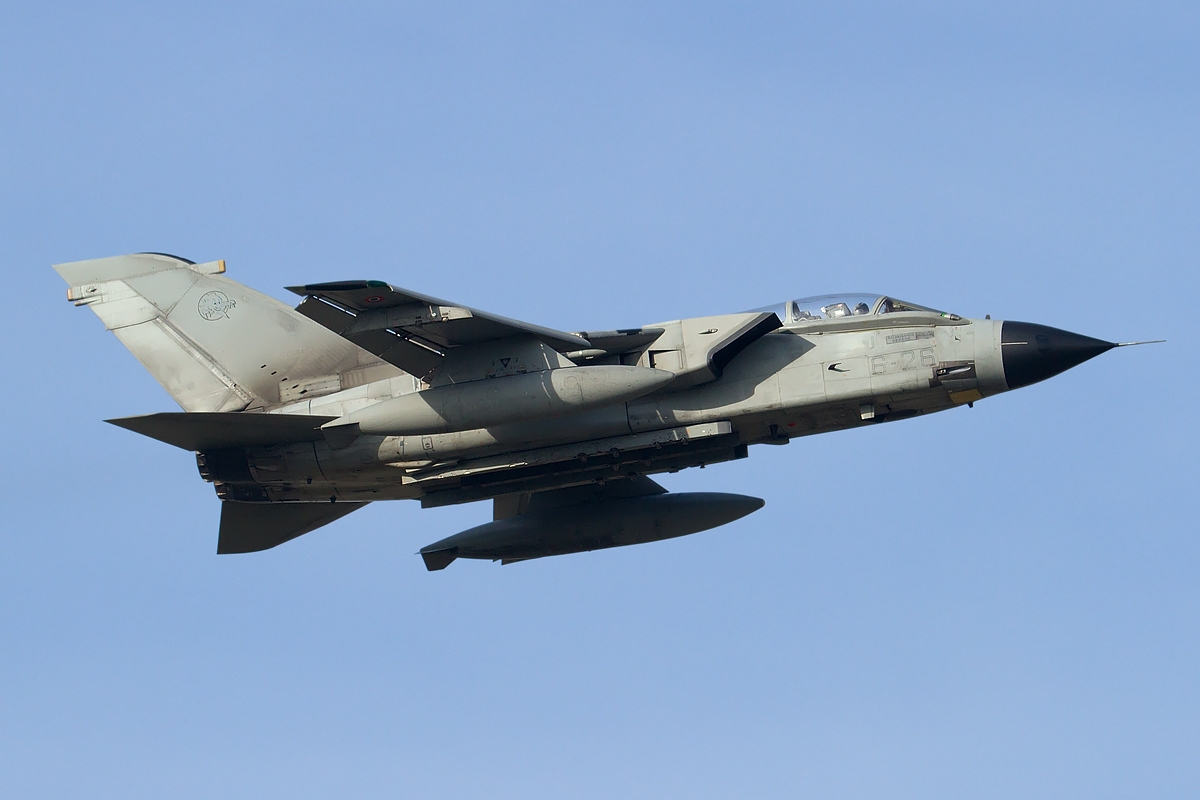
Panavia Tornado

Sono aerei multiruolo che possono, almeno teoricamente, essere equipaggiati sia per combattimenti aria-aria che aria-terra: questo è dovuto soprattutto ai progressi nel campo dell'avionica e dei motori. Modelli famosi del passato furono il De Havilland DH.98 Mosquito, gli Hawker Typhoon ed il successivo Hawker Tempest, nonché il Republic P-47 Thunderbolt; e più recentemente, tra gli altri, il McDonnell Douglas F-4 Phantom II, il Panavia Tornado, il Dassault Mirage 2000N/D, il McDonnell Douglas F/A-18 Hornet e F/A-18 Super Hornet.

### Caccia da attacco

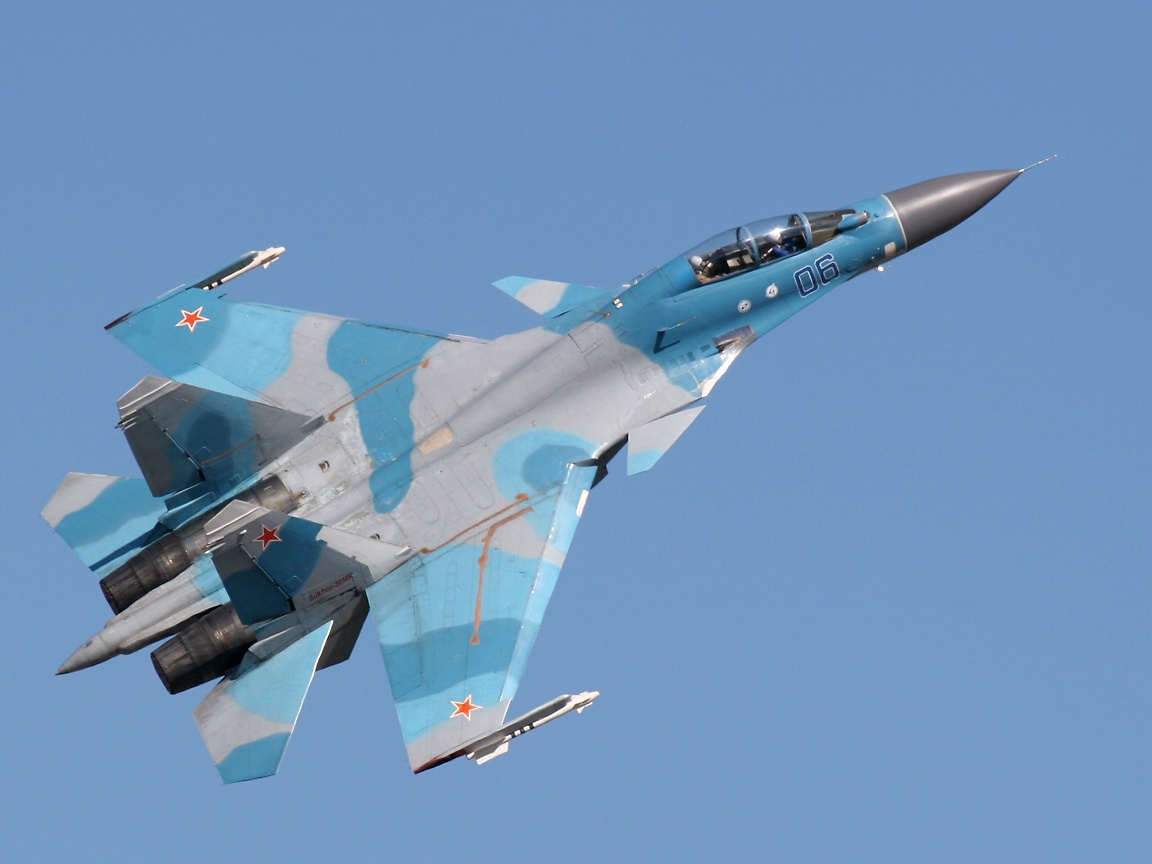
Sukhoi Su-30MKK

Il caccia da attacco (in inglese: strike fighter) è un caccia usato per attaccare importanti obiettivi di terra o di mare. La differenza con gli aerei d'attacco al suolo è che rimane in grado di combattere gli altri aerei. Strike fighters sono: General Dynamics F-111, McDonnell Douglas F-15E Strike Eagle, Boeing F-15SE Silent Eagle, McDonnell Douglas F/A-18 Hornet, McDonnell Douglas F/A-18 Super Hornet, Sukhoi Su-30MKK, Sukhoi Su-34, Shenyang J-16, ecc.

### Caccia da superiorità aerea

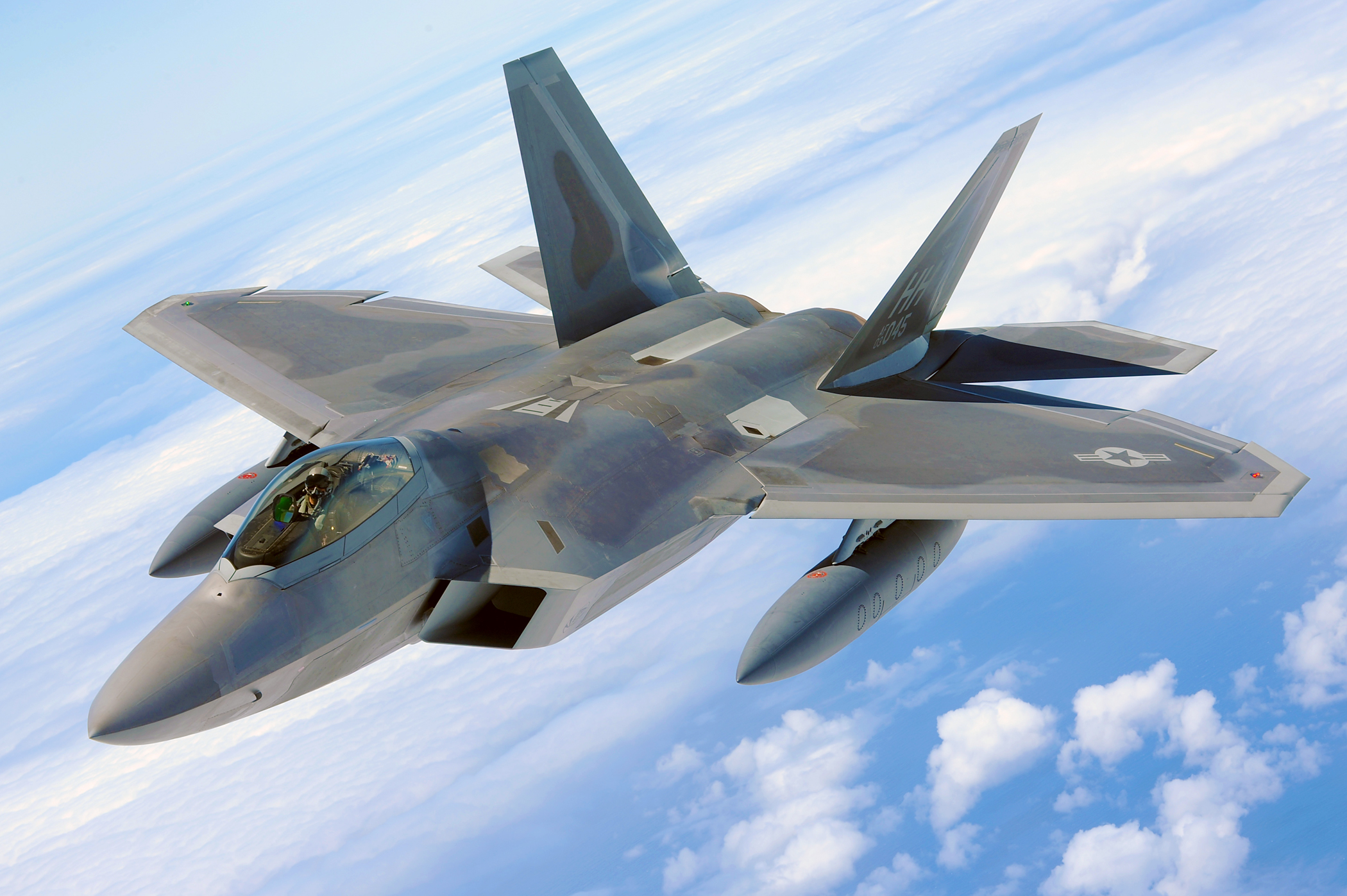
Lockheed Martin-Boeing F-22 Raptor dell'Air Force

È un caccia progettato con lo specifico intento d'imporre la propria superiorità prestazionale nel combattimento aereo per poter assumere il pieno controllo di una determinata zona da proteggere nei confronti dell'aviazione avversaria, che potrebbe essere situata sia in territorio amico che nemico. Hanno quindi un'autonomia più elevata di quella tipica di un intercettore. Solitamente sono apparecchi più grossi e pesanti di un semplice intercettore e quindi più costosi di questi ultimi. Venivano pertanto prodotti in minore quantità rispetto ai caccia con capacità più limitate nel combattimento aereo. Un intercettore è meno valido nel ruolo di caccia da superiorità aerea di quanto non lo sia uno di questi ultimi nel ruolo del primo. Un caccia da superiorità aerea (o supremazia) può infatti imbarcare meno combustibile ed essere così più leggero e prestante del normale per assolvere al ruolo d'intercettore, mentre non è vero il contrario. I più classici esempi di caccia da superiorità aerea oggi sono l'F-14 Tomcat, l'F-15 Eagle (per cui il termine è stato coniato), il MiG-29, il Sukhoi Su-27 e lo Shenyang J-11, mentre il più moderno F-22 Raptor è un caccia da dominio aereo (air dominance) in qualsiasi forma oggi prevedibile.

### Caccia intercettore

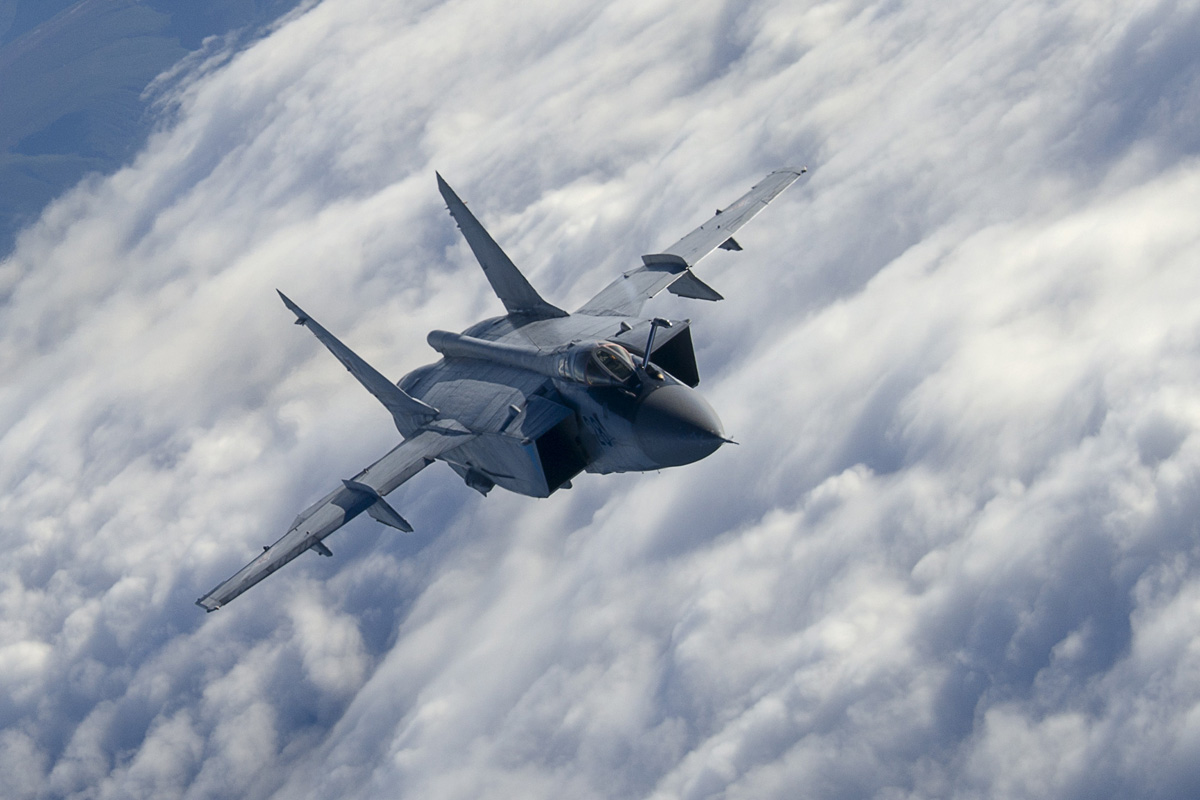
MiG-31

Il caccia intercettore è di solito considerato il caccia puro, quello il cui unico compito è l'abbattimento di aerei nemici incursori che possono essere sia altri caccia che assaltatori o bombardieri. Non sono in grado di combattere ad una grande distanza dalla loro base in quanto devono alzarsi in volo e respingere o distruggere gli aeroplani avversari che stanno attaccando la porzione di territorio amico che sono stati incaricati di proteggere. Oggigiorno sono tutti in grado di raggiungere velocità supersoniche; inoltre l'accoppiata radar/sistema d'armi li rende in grado di distruggere obiettivi oltre il raggio visivo (BVR, Beyond Visual Range). Esempi di questo tipo di caccia sono l'F-14 Tomcat, il MiG-25, il MiG-31, Joint Fighter JF-17 Thunder e il Guizhou JL-9 e l'intercettore con motore a razzo Messerschmitt me 163 Komet.

### Caccia multiruolo

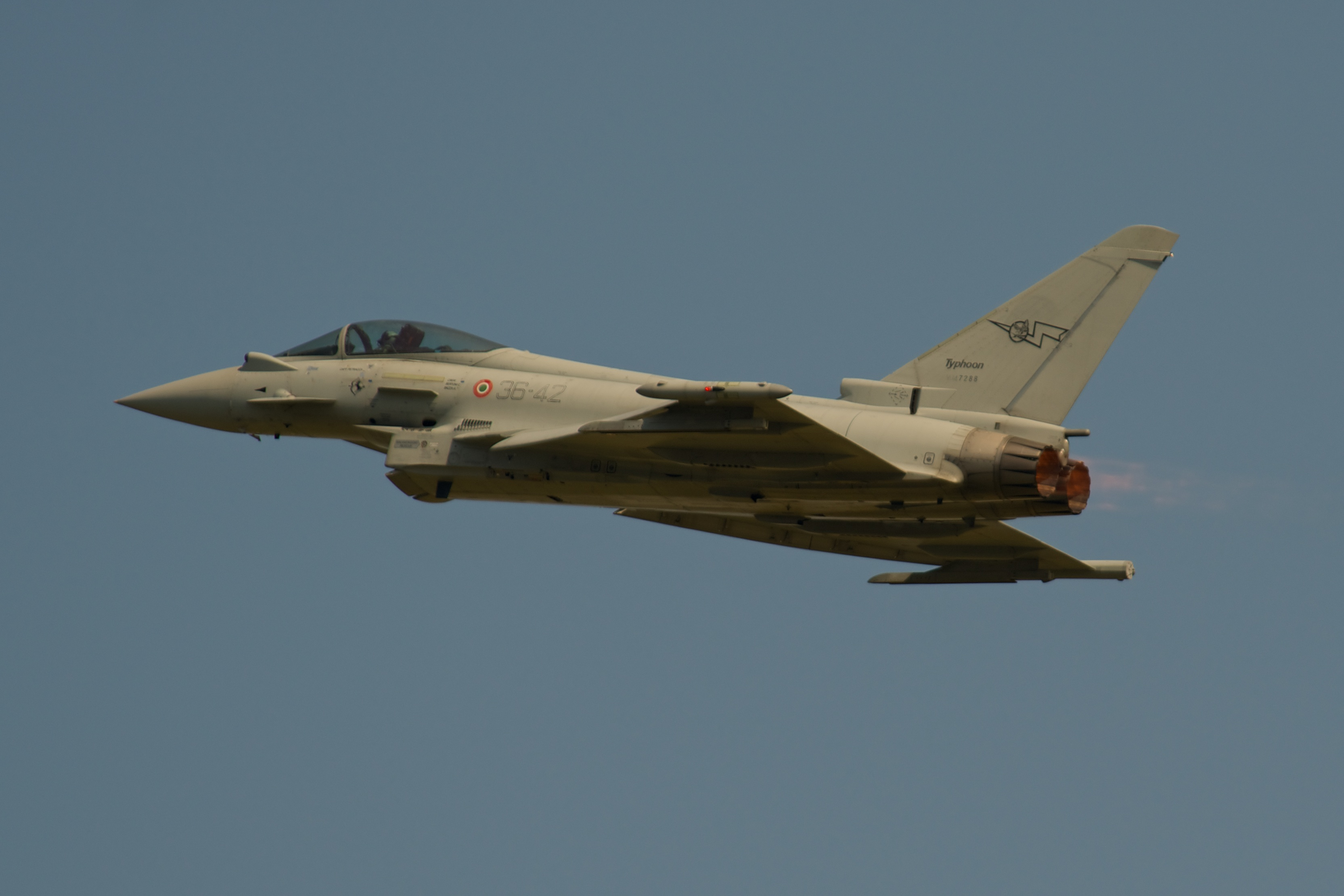
Eurofighter Typhoon

Al giorno d'oggi i caccia non svolgono un solo compito, ma sono in grado di svolgerne diversi: questo perché il costo unitario e i costi di manutenzione sono talmente alti che una spesa simile sarebbe ingiustificata per un velivolo dalle capacità ridotte. Nascono così i caccia multiruolo, aerei in grado di svolgere diverse missioni, dall'intercettazione, al bombardamento, alla ricognizione. Questo è possibile grazie alle avanzate tecnologie che lo rendono estremamente versatile di fronte a diversi compiti. Esempi di questo tipo di aerei sono l'F-16, l'F/A-18 Hornet, l'Eurofighter Typhoon, il Dassault Rafale, Sukhoi Su-35, il Joint Fighter JF-17 Thunder e Chengdu J-10. Ai tempi della seconda guerra mondiale, i più famosi Caccia multiruolo furono il Messerschmitt Bf 110 e il de Havilland DH.98 Mosquito.

### Caccia notturno

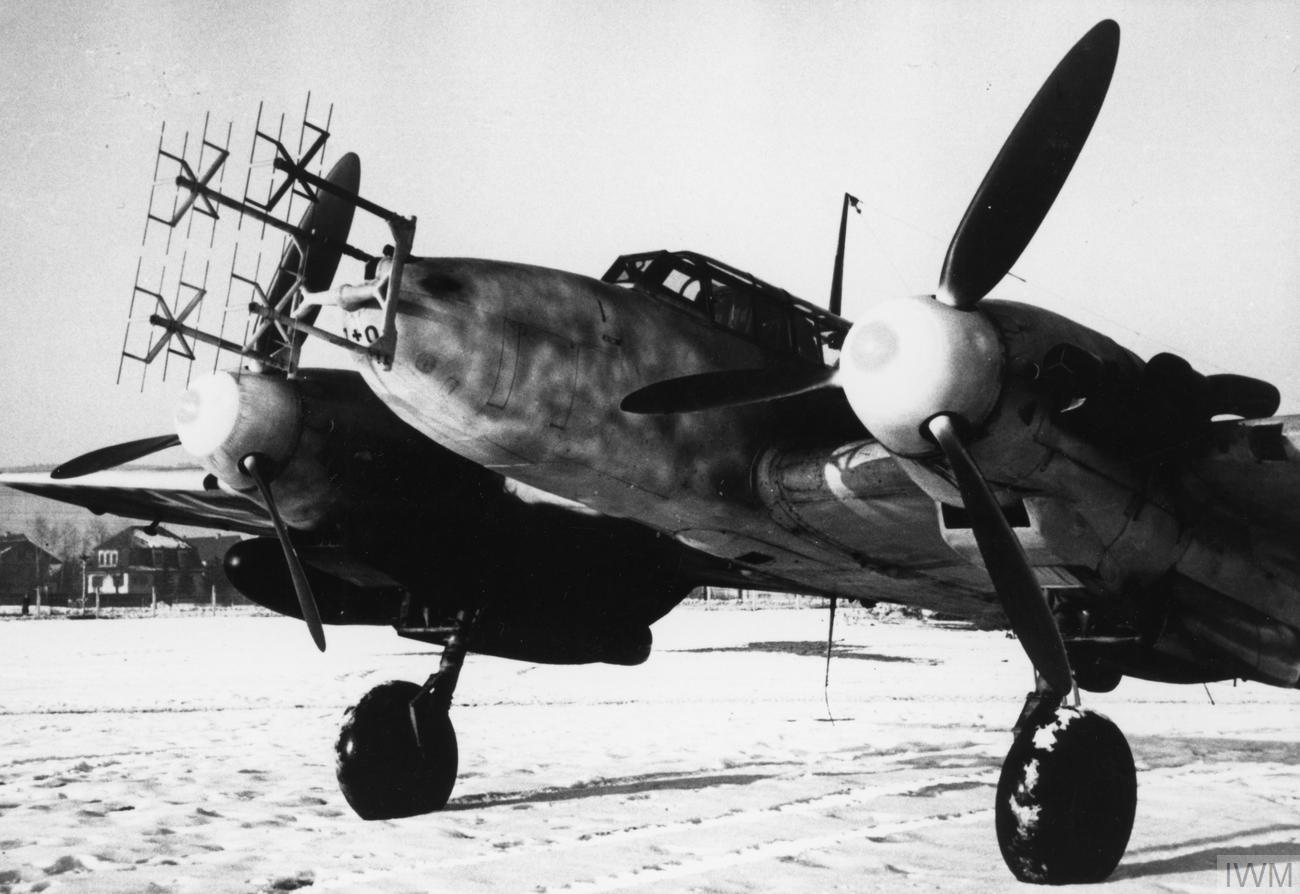
Messerschmitt Bf 110G-4

I caccia notturni erano degli aerei operativi per la maggior parte nel contesto della seconda guerra mondiale attrezzati appositamente per le intercettazioni notturne ed attaccavano grazie all'uso dei primi radar di bordo. Erano più grandi e più pesanti dei normali caccia proprio perché ospitavano a bordo le apparecchiature del radar. Dall'inizio degli anni sessanta non esistevano più caccia esclusivamente notturni perché quelli di nuova generazione avevano le capacità per operare in qualsiasi condizione. Famosi aerei di questo tipo furono l'inglese Boulton Paul Defiant, l'americano P-61 Black Widow e i tedeschi Messerschmitt Bf 110 e Junkers Ju 88 G.

### Caccia ognitempo
Con questo aggettivo si definiscono i caccia in grado di combattere di giorno, di notte e in qualsiasi condizioni meteo. Tutti i caccia moderni corrispondono a questa definizione.

## Costruttori attuali
- Lockheed Martin (Stati Uniti)
- McDonnell Douglas (Stati Uniti)
- Boeing (Stati Uniti)
- MiG (Russia)
- Sukhoi (Russia)
- Chengdu (Cina)
- Dassault (Francia)
- Mitsubishi (Giappone)
- Saab (Svezia)
- BAE Systems (Regno Unito)

### Consorzi
- Panavia (Germania, Regno Unito, Italia) (fondato in Germania)
- Eurofighter (Germania, Regno Unito, Italia, Spagna) (fondato in Germania)

## Filmografia
- 1955 - I guastatori delle dighe
- 1970 - Tora! Tora! Tora!
- 1976 - La battaglia di Midway
- 1980 - Countdown dimensione zero
- 1986 - L'aquila d'acciaio
- 1986 - Top Gun
- 1988 - Aquile d'attacco
- 1991 - Air Force - Aquile d'acciaio 3
- 1995 - Aquile d'acciaio 4
- 1996 - Independence Day
- 1997 - Air Force One
- 2001 - Pearl Harbor
- 2005 - Sky Fighters
- 2005 - Stealth - Arma suprema
- 2013 - Eien no Zero
- 2014 - Unbroken
- 2019 - Midway
- 2022 - Top Gun Maverick